# Kölner Rosenmontagszug

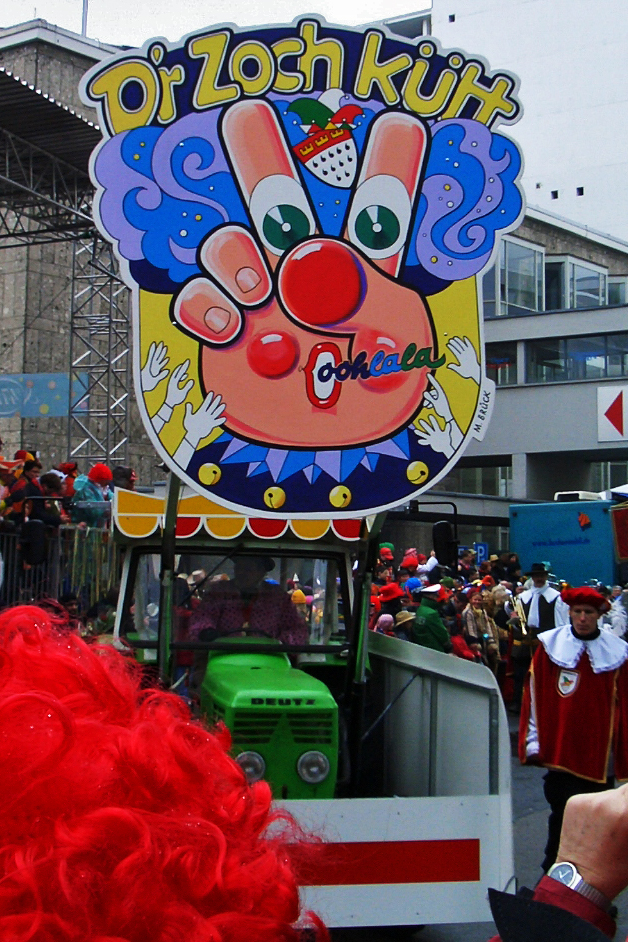
Dr Zoch kütt (Der Karnevalszug kommt) (2006)

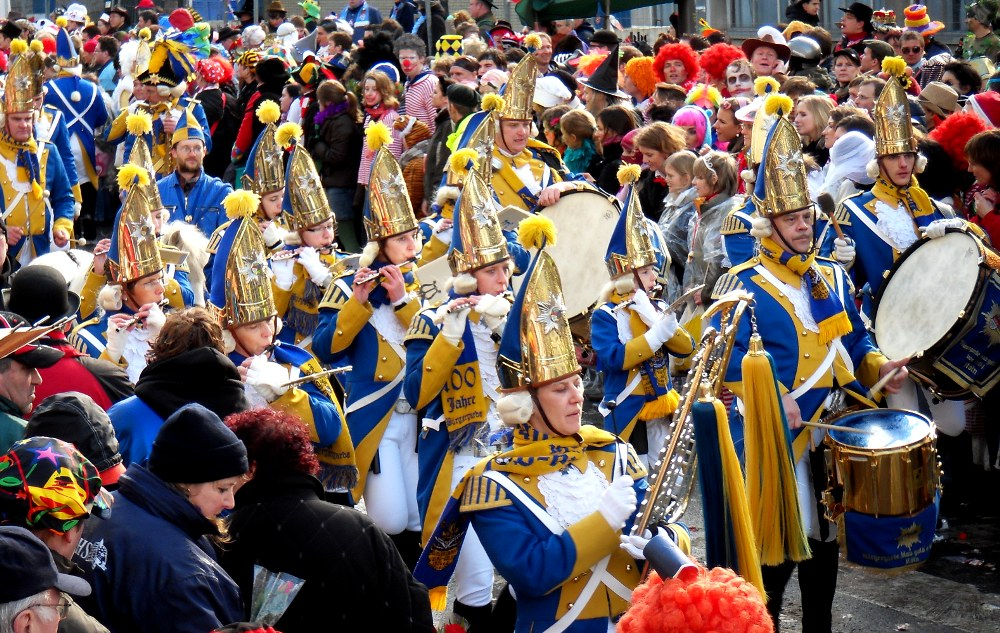
Bürgergarde Blau-Gold beim Kölner Rosenmontagszug (2009)

Der Kölner Rosenmontagszug ist der größte Karnevalsumzug in Deutschland und der am Rosenmontag stattfindende Höhepunkt des Kölner Karnevals. Der seit 1823 veranstaltete „Zoch“ ist auch der älteste der großen deutschen Rosenmontagszüge.
Der Umzug aus kostümierten Fußgruppen, Musikkapellen, Reitern, Festwagen und Unterstützungsfahrzeugen hat eine Länge von etwa acht Kilometern und lockt hunderttausende Zuschauer an. Die in vielen Reihen auf den Straßen ausharrenden Jecken versuchen neben Blicken auf den Zug auch etwas von dem aus 300 Tonnen Süßigkeiten (pauschal „Kamelle“ genannt) sowie Blumen, Stoffpuppen und anderen Präsenten bestehenden Wurfmaterial zu erhaschen.

## Geschichte

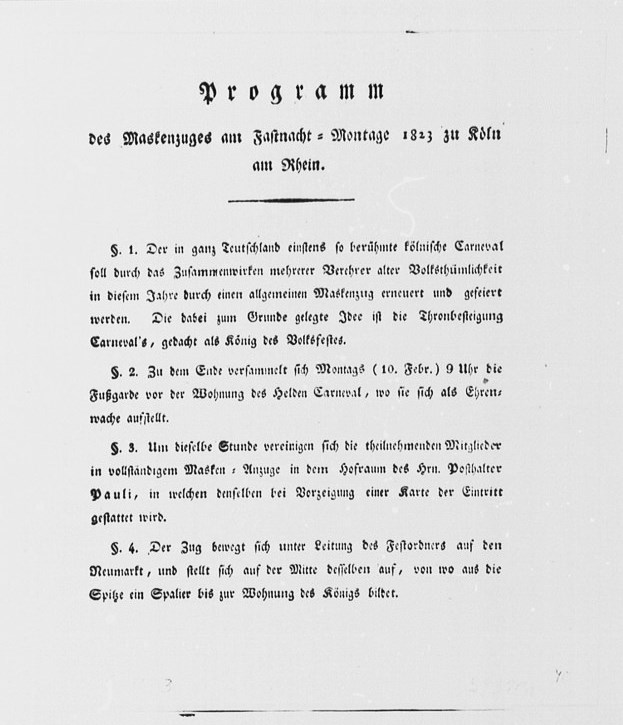
Theodor Franz Thiriart – Auszug aus dem Programm des ersten Kölner Rosenmontagszuges vom 10. Februar 1823

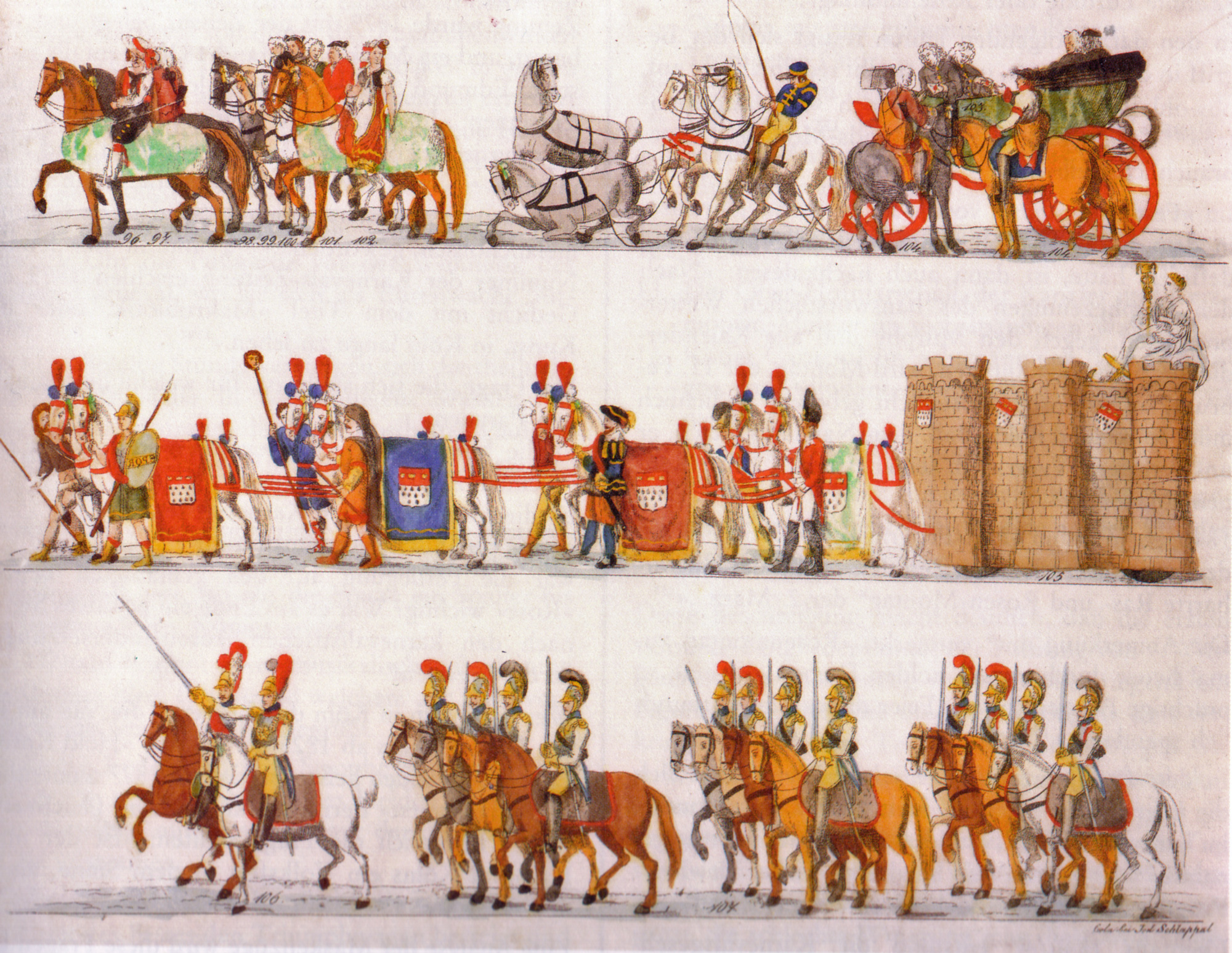
Einer der ersten Maskenumzüge im Jahr 1825

Organisierte Umzüge am Montag zwischen dem Vorfastensonntag Esto Mihi und Aschermittwoch gab es in Köln zunächst unter den Bezeichnungen Maskenumzug, Fastnachtszug oder Festzug.
Zur Benennung und zum Anlass des Festes am Rosenmontag gibt es unterschiedliche Erklärungen. So vermutet der Sprachwissenschaftler und Volkskundler Adam Wrede einen Zusammenhang mit dem christlichen Rosensonntag zu Halbfasten (Laetare), der in den ersten Jahren des Gesellschaftskarnevals als Nachfeier des Karnevals begangen wurde. Zeitgleich mit dem Aussterben dieser Feier zum Beginn der 1830er Jahre ist der Begriff Rosenmontag bezeugt, der sich zuerst für den Tag und gegen Ende des 19. Jahrhunderts auch für den Karnevalsumzug zunehmend durchsetzte. Andere Autoren, etwa der Kunsthistoriker Michael Euler-Schmidt, berufen sich auf die mittelhochdeutsche Herleitung von Rasenmontag, dem „rasenden, tobenden“ Montag, auf die auch das Deutsche Wörterbuch von Jakob und Wilhelm Grimm abzielt.

### Straßenkarneval unter französischer Besatzung

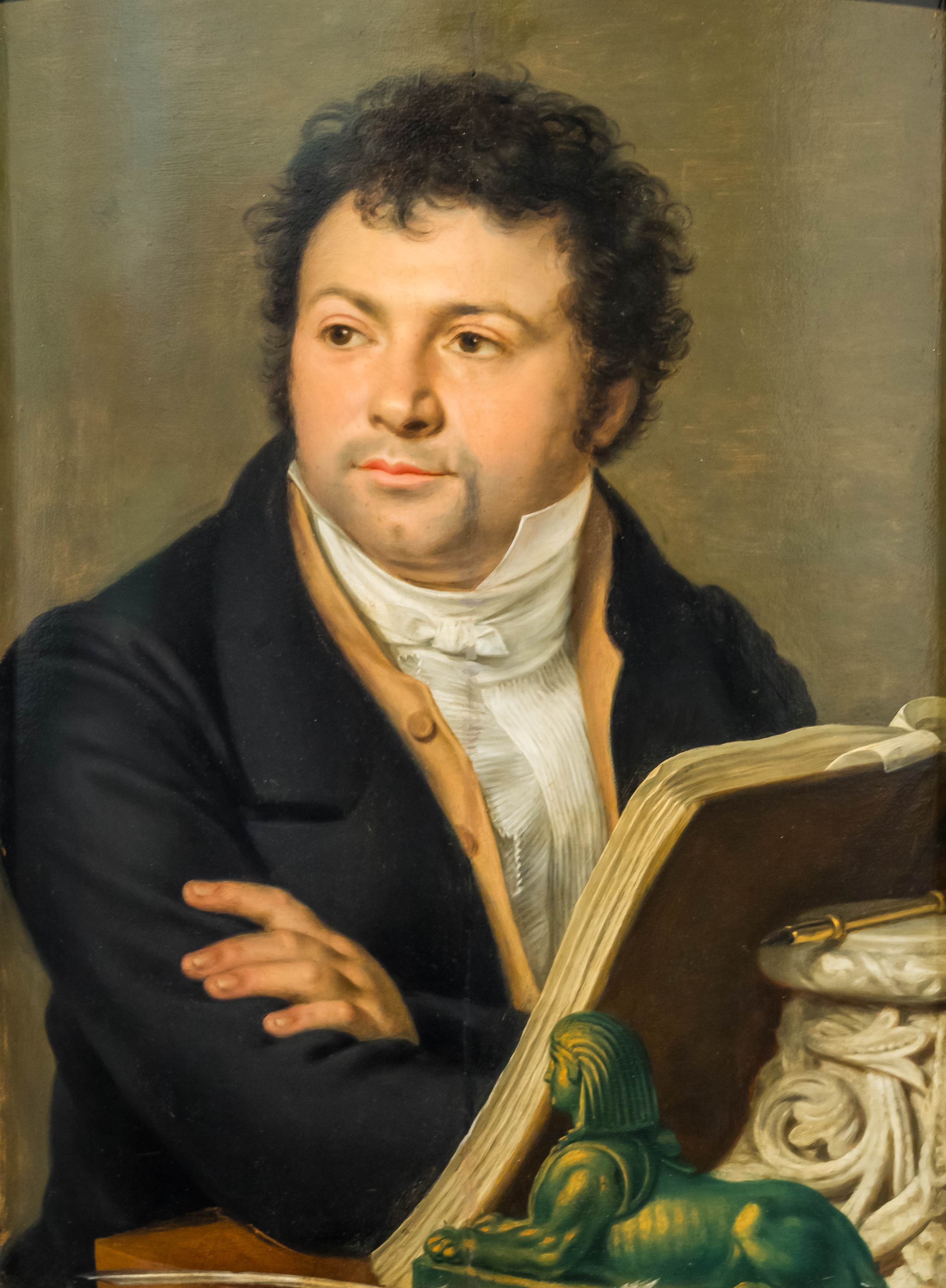
Der Kaufmann, Maler, Kunstsammler und Schriftsteller Matthias Joseph de Noël, Selbstporträt um 1820

Zum Ende des 18. Jahrhunderts befand sich das gesellschaftlich noch stark mittelalterlich geprägte Köln in einer von der französischen Besatzung angestoßenen Umbruchsituation. Alle wesentlichen politischen und sozioökonomischen Strukturen wurden von den Besatzern ab 1798 abgeschafft und nach französischem, zentralistischen Muster neu aufgebaut. Dies verursachte vor allem im Bürgertum eine Besinnung auf kölnische Traditionen und Werte, die auch die brauchtümlichen Lustbarkeiten anlässlich der Fastnacht betrafen. Der elitäre Männerbund Olympische Gesellschaft zu Köln, zu deren Mitgliedern etwa Ferdinand Franz Wallraf, Matthias Joseph de Noël und der Verwaltungsbeamte Johann Jakob Peter Fuchs gehörten, setzte mit literarischen Fastnachtsfeiern erste Akzente für die späteren Reformen des Karnevalsfestes.
Gleichzeitig organisierten angesehene Kaufleute, Juristen und Besatzungsoffiziere in ersten Redouten-Gesellschaften Maskenbälle als gesellschaftliche Ereignisse. Die Strukturen der späteren Karnevalsgesellschaften, die die ab 1822 verbreiteten Maskenbälle im Gürzenich organisieren sollten, zeichneten sich hierin bereits ab. Der bürgerliche Mittelstand, der sich die von den Franzosen erhobenen Maskierungsgebühren leisten konnte, organisierte erste kleine, thematisch bereits festgelegte Umzüge, in denen sich der inszenatorische Aspekt des späteren großen Maskenumzuges bereits erkennen ließ. Das gemeine Volk dagegen feierte den Karneval in dieser Zeit unmaskiert und unter einfachsten Bedingungen in den Kneipen.

### Preußenzeit: Gründung der Grossen Karnevalsgesellschaft mit Festordnern
Infolge einer wirtschaftlichen Krise, die Köln nach Beginn der Preußenherrschaft im Jahre 1815 durch den Wegfall französischer Schutzgesetze traf, stagnierte die Weiterentwicklung des Kölner Karnevals zunächst: Die bürgerliche Gesellschaft feierte ihre Maskenbälle in Privathäusern, separiert vom Volk, das wiederum den öffentlichen Raum für ausgelassenes Treiben auf den Straßen und in den Wirtshäusern nutzte. Die Freude an Maskeraden nahm, wie es zeitgenössische Chronisten beschrieben, immer weiter ab. Hierdurch reduzierten sich die Einnahmen aus den von den Franzosen eingeführten und von den Preußen zunächst beibehaltenen „Lustbarkeitsabgaben“, die in Form gebührenpflichtiger Maskenkarten erhoben wurden. Diese Abgaben waren für die Kölner Armenverwaltung bestimmt, die sich infolge mit finanziellen Einbußen konfrontiert sah. 1821 verschlechterte sich diese Situation mit der vollständigen Abschaffung des Systems der Lustbarkeitsabgaben noch.
Die zu reichsstädtischer Zeit noch von den Klöstern und Stiften übernommene Armenverwaltung, zuständig für Kranken- und Waisenhäuser Kölns, war eine wichtige und vom Volk wahrgenommene gesellschaftliche Bühne der wohlhabenden Kölner, die in ihrem Beirat saßen. Diese Beiräte setzten sich bei den preußischen Behörden bald für eine Wiederzulassung der Lustbarkeitsabgaben in Verbindung mit der Einführung eines großen Maskenumzugs ein. So waren es schließlich die Funktionäre der Armenverwaltung, unter ihnen deren Präsident Heinrich von Wittgenstein und einige Stadträte, die 1823 die Grosse Karnevalsgesellschaft (heutige Die Grosse von 1823) gründeten, aus deren Reihen die Festordner gewählt wurden.
Ab dem Folgejahr trafen sich die Mitglieder der Karnevalsgesellschaft (auch Grosser Rat genannt) jährlich um Neujahr zu einer Generalversammlung, um aus ihren Reihen ein Festordnendes Comitée zu wählen, das die Organisation des folgenden Karnevalsfestes übernehmen sollte. Zum ersten Präsidenten und Sprecher wurde von Wittgenstein gewählt. Hieraus entstand 1989 das Festkomitee Kölner Karneval als eingetragener Verein, das heute unter anderem den Rosenmontagszug organisiert.
Die Festordner konzipierten im Rahmen der Festordnung erstmals einen großen Maskenumzug, bei dem das gesamte Volk auf einem festgelegten Zugweg kontrolliert an der Karnevalsfeier teilhaben, und durch die Wiedereinführung der Lustbarkeitsabgaben gleichzeitig die Finanzierung der Armenverwaltung gestärkt werden sollte. Insofern verstand sich das scherzhaft „kleiner“ oder „lustiger Rat der Stadt Köln“ genannte Gremium auch als ein gesellschaftspolitisches Instrument. Der Zug selbst berührte in seinen Themen und Bildern Teilnehmer und Publikum durch die Zitierung reichsstädtischer Traditionen, zeigte aber in der Integration romantischer Elemente des italienischen Karnevals auch ein modernes und kulturell anspruchsvolles Gesicht.

### Erster Zug im Jahre 1823: Thronbesteigung des Helden Carneval

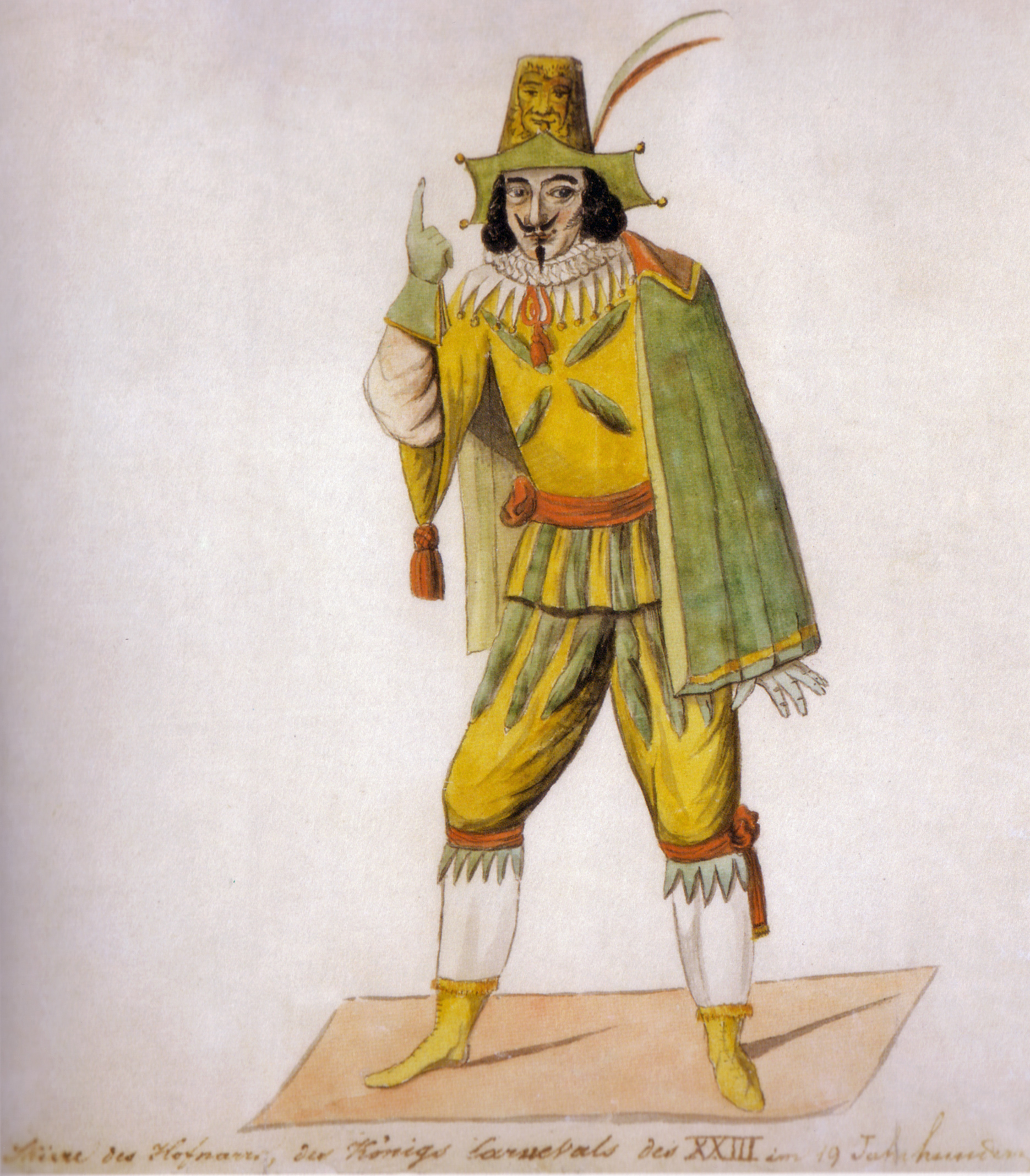
Der Hofnarr des Königs Carneval als früheste bekannte Darstellung zum ersten Maskenzug 1823

In weniger als zwei Wochen Vorbereitungszeit organisierten die Festordner unter der Führung von Wittgensteins den ersten großen Maskenzug, der schließlich am 10. Februar 1823 nach einem zwölf Paragrafen umfassenden strengen Reglement in 15 Gruppen rund um den Kölner Neumarkt zog. Er stand unter dem Motto Die Thronbesteigung des Helden Carneval, was in § 1 des Ablaufplanes so erklärt wurde:
„Der in ganz Teutschland einstens so berühmte kölnische Carneval soll durch das Zusammenwirken mehrerer Verehrer alter Volksthümlichkeit in diesem Jahre durch einen allgemeinen Maskenzug erneuert und auch gefeiert werden. Die dabei zum Grunde gelegte Idee ist die Thronbesteigung Carneval’s gedacht als König des Volksfestes“
Der Darsteller der ersten als Held, König oder auch Fürst Carneval bezeichneten Hauptfigur des Zuges war der Kaufmann und Kölnisch-Wasser-Hersteller Emanuel Zanoli (1796–1837), Gründungsmitglied des Comités und Mitglied des vornehmen Vereins Casino. In Beschreibungen wird seine königlich-prachtvolle Bekleidung mit hermelingefüttertem Purpurmantel und goldener, edelsteingeschmückter Krone hervorgehoben. Er trug ein Reichsschwert und einen Narrenzepter.
Der erste Zug inszenierte rund um den Helden Carneval einen Hofstaat mit Hofnarren, Hofchargen, Herolden, Bannerträgern, Ministern und einem Kanzler, umrahmt von Musikanten und Musikchören. Die Figur sollte, obwohl sie als Held Karneval zum ersten Mal im Kölner Karneval auftauchte, an die Tradition der „Karnevalskönigreiche“ anknüpfen, die etwa an den Kollegs der Jesuiten oder am Collegium Germanicum gepflegt, in Köln aber nicht durchgängig zu beobachten war. Der erste große Maskenzug präsentierte mit dem Helden Carneval also einen erneuerten Karnevalsritus, der sich auf historische Vorbilder berief und diese zitierte. Der Kölner Chronist Johann Jakob Peter Fuchs attestierte dem ersten Zug viel Zustimmung, bemerkte aber auch die wenigen Maskierten unter den Zuschauern. Auch habe dieser Zug weniger auswärtige Besucher gehabt als frühere Karnevalsfeiern, „die schlechte Witterung mag diese wohl abgehalten haben“.
Das Ideal, einfaches Volk und die gehobenen Stände beim Maskenzug gemeinsam an der Karnevalsfeier teilhaben zu lassen, erfuhr nur teilweise eine Umsetzung. Die bestehende Klassenschranke verlief nun zwischen den aktiven Teilnehmern am Zug und den Zuschauern: Nur die Mitglieder des Großen Rates im Festordnenden Comité nahmen am Zug teil; für die Aufnahme waren drei Taler aufzubringen, was etwa 60 % des Wocheneinkommens eines Handwerksmeisters entsprach. Hierdurch blieben die wohlhabenden Kölner innerhalb des Zuges unter sich.
Auch der Nutzen für die Armen fiel vergleichsweise gering aus. Die Historikerin Hildegard Brog berechnet anhand der erhaltenen Aufzeichnungen des Festordnenden Comités, dass der zur Weitergabe an die Armenverwaltung vorgesehene Gewinn aufgrund der Kosten für Kostüme, Pferde und Wagen sowie für die Vorbereitungen des anschließenden Maskenballs im Gürzenich deutlich unter den Erwartungen blieb: Die Armen erhielten 1823 und auch in den folgenden Jahren nur unwesentliche Beiträge aus den Einnahmen der Züge.

### Protagonisten der frühen Maskenzüge

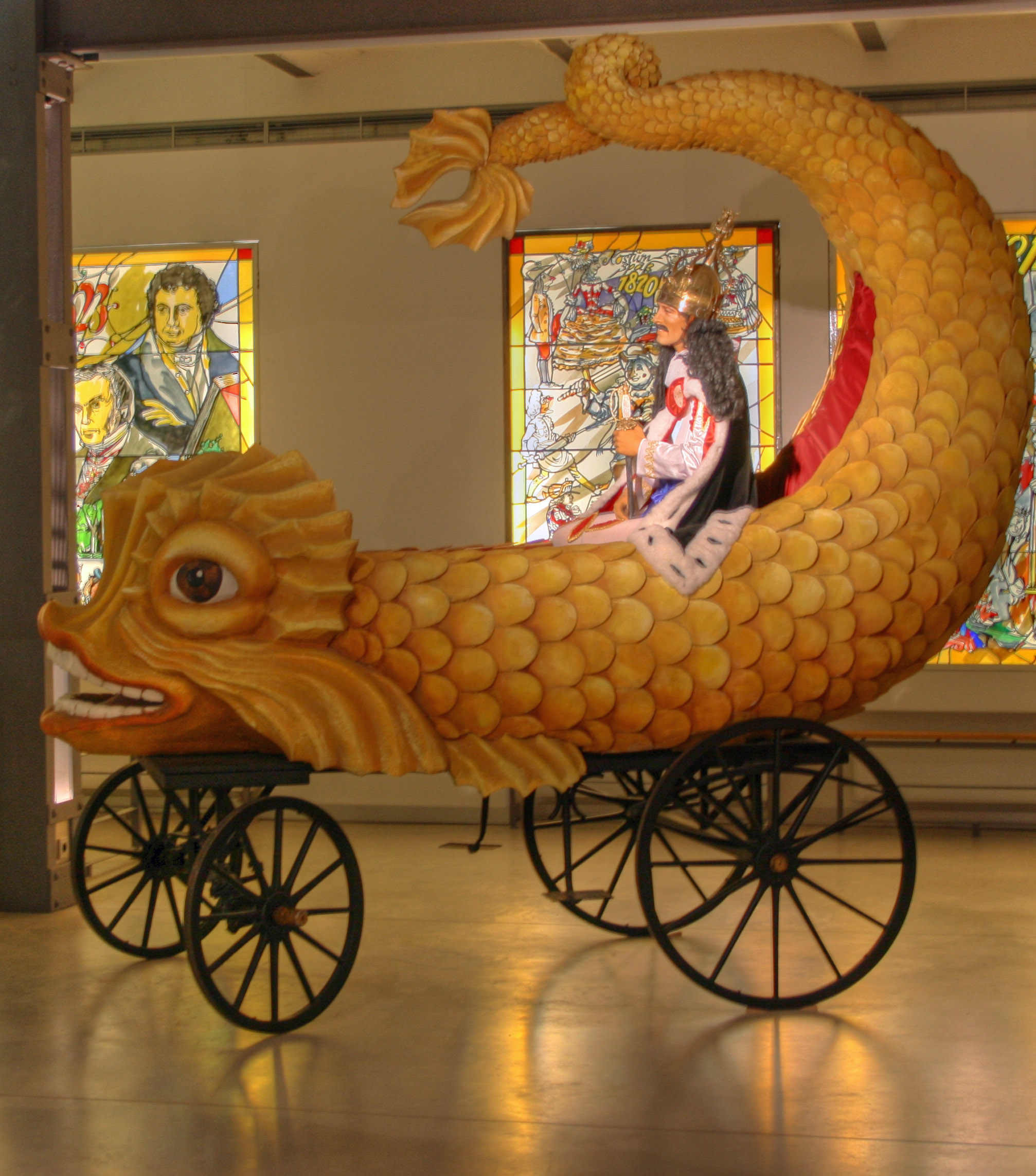
Nachbildung eines Festwagens mit dem Held Karneval des Jahres 1824

Neben dem Helden Carneval traten in den ersten Maskenzügen auch andere Figuren und Gruppierungen auf die ursprünglich im kirchlichen Prozessionswesen, der Stadtgeschichte oder in älteren Fastnachtstraditionen beheimatet waren. Einige spielen, mehr oder weniger weiterentwickelt, bis heute eine feste Rolle im Kölner Karneval und im Rosenmontagszug. Der Bellengeck und der Hanswurst übernahmen in den ersten Jahren zeitweise an Stelle des Helden Carneval die Regentschaft über die Jecken. Der heutige Prinz Karneval als Hauptfigur des Kölner Dreigestirns ist in Aussehen und Rollenbild jedoch klar auf den „Helden“ von 1823 zurückzuführen.

#### Geckebähnchen und die Heilige Mägde und Knechte
Das Geckebähnchen (Gecken-Berndchen aus dem kölschen Bähn für Bernd), alternative Schreibweisen ist das „Jeckenbändche“, ist eine in Köln seit dem Mittelalter bekannte Figur eines Volksnarren, der festlichen Aufzügen tanzend, springend und neckend, einen krummen Säbel schwingend, vorauszog. Dies geschah beispielsweise bei Promotionen der Universität oder bei den zahlreichen Kölner Prozessionen. Vor diesem religiösen Kontext erinnert seine Rolle an den Tanz König Davids vor der Lade des Herrn (2 Sam 6,14 ).
Die Hellige Knäächte un Mägde („Heilige Knechte und Mägde“), die auch im ersten Maskenzug gemeinsam mit dem Geckebähnchen auftraten, entstammen ebenfalls der Tradition der Kölner Prozessionen. Sie trugen die Heiligenbilder und waren zu dem Zweck unter den Mägden und Knechten kölnischer Bauern ausgewählt worden. Auch auf Kirmessen tanzte diese ebenfalls bis ins Mittelalter nachweisbare Gruppierung. Es mussten „makellose Jünglinge und Jungfrauen sein […] man glaubte darin eine Personification der 11.000 Jungfrauen zu finden, denn es sind ihrer elf Paare“. In den frühen Maskenzügen tanzte die Gruppe der Heiligen Mädchen und Knechte in einer altertümlichen Tracht vor dem Zug, angeführt vom Geckenbähnchen.

#### Cölnische Funken

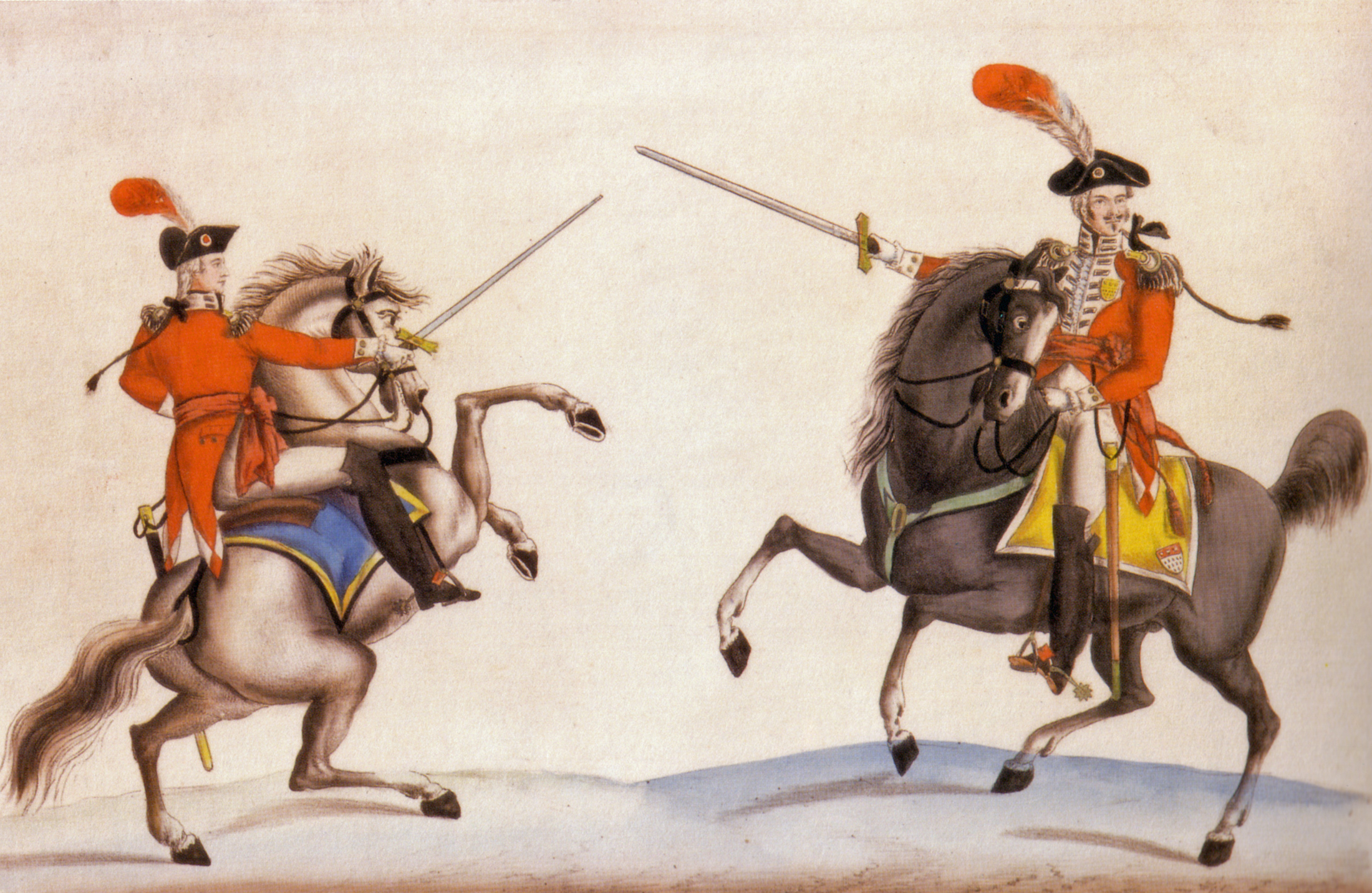
General der Cölner Funken und sein Adjutant

Die Stadtsoldaten, im Jahre 1600 erstmals erwähnt und ab 1681 für freie Reichsstädte wie Köln nach der deutschen Wehrverfassung verpflichtend vorgeschrieben, trugen als Infanterie weiße Hosen, rote Uniformröcke und schwarze Grenadiermützen. Im Volksmund wurden sie demnach „rote Funken“ genannt. Der militärische Ruf der Truppe soll nicht allzu gut gewesen sein, so sagte man ihnen nach, sie könnten nicht richtig schießen und galten – Köln war durch seinen Mauerring und durch eine funktionierende Artillerie gut geschützt – als eher unterbeschäftigt. Tatsächlich diente die ebenso schlecht besoldete wie trainierte Truppe als Wache und Zollaufsicht an den Stadttoren, bis sie sich unter den Franzosen, die sie zunächst noch mit Stöcken bewaffnet an den Stadttoren postierten, auflöste.
30 Jahre später nahmen 11 Funken am ersten großen Maskenumzug teil. Gerade sie erinnerten die Kölner mit Verklärung an die Zeit der freien Reichsstadt zurück. In den späteren Jahren wurde die Truppe, umso gedrillter sie marschierte, auch als Parodie auf die als Besatzungsmacht empfundenen Preußen wahrgenommen, die den Umzug trotzdem über lange Zeit mit Personal, Musik und Pferden unterstützte. Die „kölsche Funke rut-wieß von 1823 e. V.“ gehören noch heute in den gleichen Kostümen zu den regelmäßigen Teilnehmern am Rosenmontagszug und können sich, mit den „Heilige Mädchen und Knechten“, zu den ältesten Kölner Karnevalsvereinen zählen.

#### Colonia
Die Frauengestalt Colonia war, anfangs noch ohne den Kölner Bauer, eine weitere zentrale Figur der ersten Maskenzüge. Angelehnt an das antike Bild einer Stadtgöttin, stand sie für die Idee eines jungfräulichen, edlen und autonomen Köln. Sie trug eine Mauerkrone auf dem Kopf, was die Unbesiegbarkeit der Stadt symbolisieren sollte. Ihr Name war abgeleitet von der römischen Bezeichnung Colonia Claudia Ara Agrippinensium (Kolonie des (Kaisers) Claudius (und) Opferstätte der Agrippinenser). Diese Symbolfigur der Kölner Jungfrau, erstmals 1570 erwähnt, wurde ebenfalls von einem Mann dargestellt. Erst der Nationalsozialismus vermochte an dieser Besetzung zeitweise etwas zu ändern.

#### Venetia
Venetia, von einem Mann dargestellt, verkörperte als Braut des Helden den Karneval des Südens. Ihre Kleidung erinnerte an das Gewand des Kaisers, dem man in der ehemaligen freien Reichsstadt Köln untertänig war, und der von den Kölner sehr geschätzt wurde. Der Zug des Jahres 1824 stand unter dem Motto Besuch der Prinzessin Venetia beim Helden Carneval. Venetia tauchte danach als Figur der Maskenzüge bis zum Ende des 19. Jahrhunderts auf. Der erste Darsteller der Venetia war der Bankier Simon Oppenheim (1803–1880). Wie der Helden-Darsteller Zanoli war er Mitglied in der exklusiven Casino-Gesellschaft.

#### Bellengeck
Der Schellennarr, auch Bellejeck oder Citoyen Bellegeck genannt, ist eine alte Karnevalsfigur, die schon im Mittelalter der närrische Reimsprecher der Kölner Bauerbänke war. Als solcher war er, begleitet von Geigern und Volk vor allem an Weiberfastnacht unterwegs, um unter närrischen Sprüngen vor einzelnen Häusern und Personen „Kritik zu halten“ und Gaben zu sammeln. Sein Name rührt von den Glocken her, die er an der Mütze trug. In der rechten Hand hielt er eine Pritsche, in der linken ein Stück Obst – je nach Quelle ist von einer Zitrone oder einem Apfel die Rede. Unter der Herrschaft der Franzosen wurden seine Aktivitäten zunächst verboten, ab 1801 aber wieder gestattet.
Im Maskenzug verkörperte er, anders als der Held Carneval und ähnlich wie der Hanswurst, eine volksnahe Maskenfigur. 1826 vertrat er als Reichsverweser den Helden Carneval und war so zeitweilig die Hauptfigur des Maskenzuges. Die Rollenbilder des Helden, des Hanswurst und des Bellengecken vermischten sich im Laufe der Jahre zunehmend. Im heutigen Kölner Karneval wurde der Bellejeck 2009 von der Großen Allgemeinen Karnevalsgesellschaft wiederbelebt. Seine Hauptaufgabe ist es, an Weiberfastnacht früh mit einem Zug von Narren das Dreigestirn in seiner Hofburg zu wecken.

#### Hanswurst

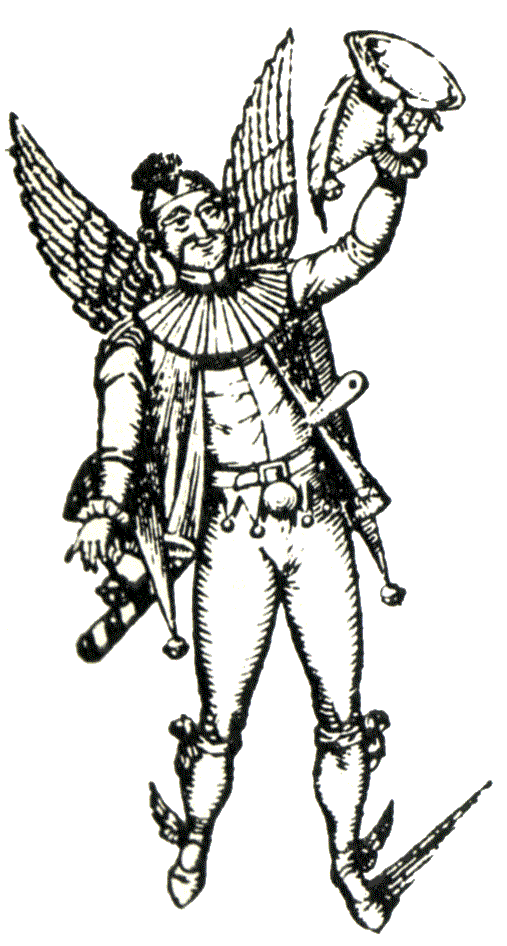
Hanswurst in der Darstellung auf einem Totenzettel anlässlich des Karnevalsverbotes 1830/31

Der Held Carneval spielte in der Dramaturgie des Zuges in den Jahren 1823 und 1824 die Hauptrolle, wurde 1825 aber bereits aufgrund seines Besuchs in Venedig vom Festcomité vertreten. 1826 übernahm der Bellengeck die Regentschaft über die Narren, derweil der Held „auf den Mond“ gereist war. 1827 und 1828 wurde erstmals der Hanswurst als alter Ego des Helden Carneval im Zug und im großen Maskenball inszeniert. Der Hanswurst ist als derb-komische Gestalt der deutschsprachigen Stegreifkomödie seit dem 16. Jahrhundert bekannt. Es gilt als sicher, dass der Kaufmann Johann Gohr ihn für den Kölner Karneval wiederentdeckt hat.
Wie der Bellengeck war auch der tanzende und springende Hanswurst eine Identifikationsfigur für das einfache Volk; wie der Held Carneval wurde auch er als prunkvoll dargestellter Regent über das Narrenvolk gefeiert, als der er bis zur Mitte des 19. Jahrhunderts galt, bevor sich mit der durchgängigen Darstellung von Held bzw. Prinz Karneval, Bauer und Jungfrau allmählich das heutige Bild des Kölner Dreigestirns formte. Die Verwischung der Merkmale und Bezeichnungen von Held, Bellengeck und Hanswurst kennzeichnete daher vor allem die ersten Jahrzehnte der Maskenzüge und Maskenbälle. Heute hat die Gestalt des Hanswurst im Kölner Karneval keine wahrnehmbare Bedeutung mehr.

#### Der Kölner Bauer

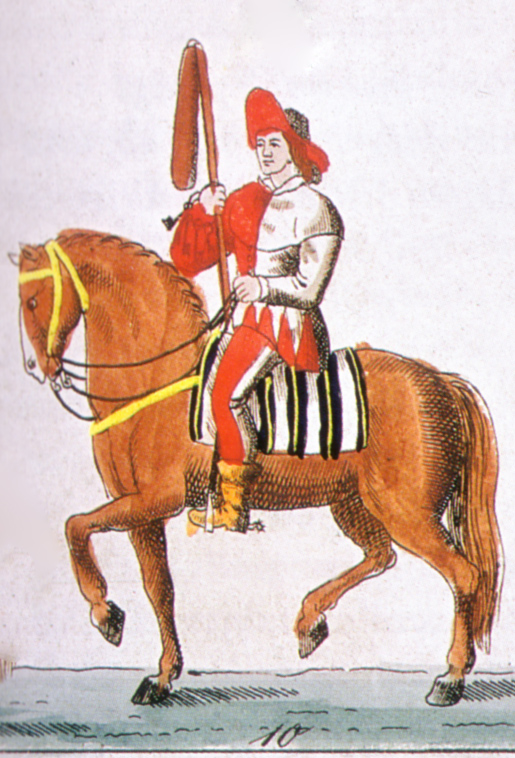
Der Kölner Bauer im Maskenzug von 1825

Wie die aus der Colonia entwickelte Jungfrau stellt auch der Kölner Bauer ein Symbol der Kölner Stadtgeschichte dar. Die Quaternionen der Reichsverfassung, ein seit dem frühen 15. Jahrhundert belegtes Ordnungssystem, kannten vier Bauern des Reiches, die in Köln, Konstanz, Regensburg und Salzburg verortet waren. Die Einbeziehung in die ersten Maskenzüge erfolgte jedoch in Anspielung auf die Rolle der Bauern im städtischen Aufgebot der 1288 ausgetragenen Schlacht von Worringen. Die Figur ist ab dem dritten Zug im Jahre 1825 nachzuweisen und wird im Verzeichnis der Figuren als „der Repräsentant der handfesten Bauerbänke mit den 1288 zu Worringen tapfer verteidigten Stadtschlüsseln und dem Dreschflegel“ beschrieben. Die ersten Bauern im Zug waren in rot-weiße Hosen und Jacken gekleidet und tatsächlich mit einem Dreschflegel ausgestattet. Der Kölner Bauer ist bis heute im karnevalistischen Dreigestirn vertreten.

### Die Züge des 19. Jahrhunderts

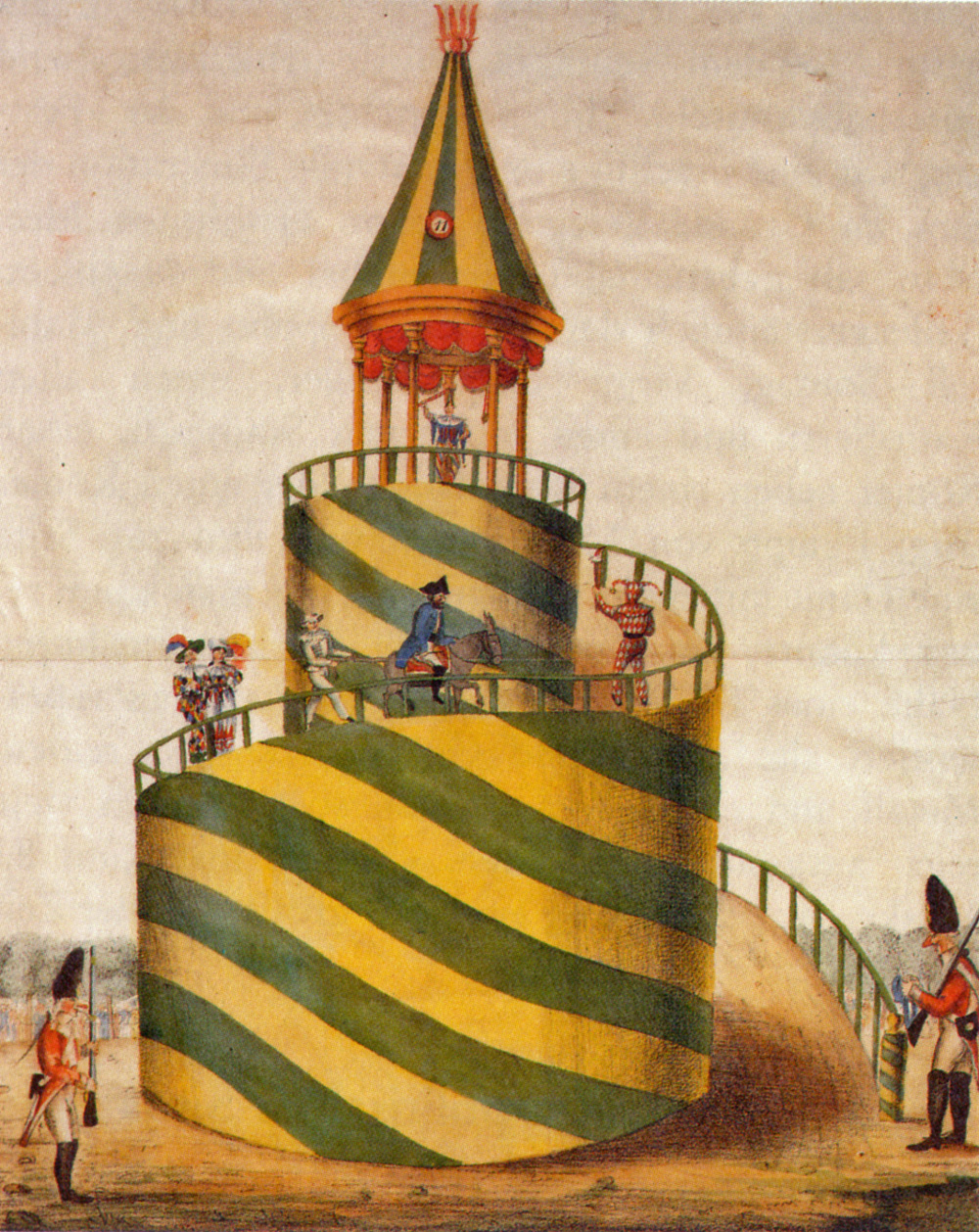
Maskenzug 1828: Der babylonische Turm

Die Züge bis 1829 behielten den inszenatorischen und symbolbehafteten Charakter der ersten. Auch viele Darsteller waren konstant im Einsatz, so wie der Helden-Mime Emanuel Zaloni, der seiner Rolle bis ins Jahr 1829 treu blieb. Mit der Struktur des Zuges experimentierte man dagegen: So teilte von Wittgenstein etwa 1825 und 1828 den Zug anhand einer Dramaturgie in mehrere Unterzüge. 1828 marschierten Die Narren alter Zeit und der neuen, allesamt Gestalten aus der Kölner- wie der Weltgeschichte, zunächst getrennt zum Neumarkt. Dort war ein großer babylonischer Turm aufgebaut. Das Alte und das Neue wurde vom Helden vereinigt, um dann gemeinsam weiterzuziehen.
1830 ging kein Zug, nachdem der preußische König die Karnevalsfeierlichkeiten durch Verbote eingeschränkt hatte. Auch die Offizielle Karnevals-Zeitung von Köln wurde wegen möglicher staatsgefährdender Inhalte verboten, worauf das Festordnende Comité sich aus Protest selbst auflöste, nicht aber ohne den Hanswurst demonstrativ in Ketten durch Köln zu führen und einen Totenzettel für ihn zu verteilen.

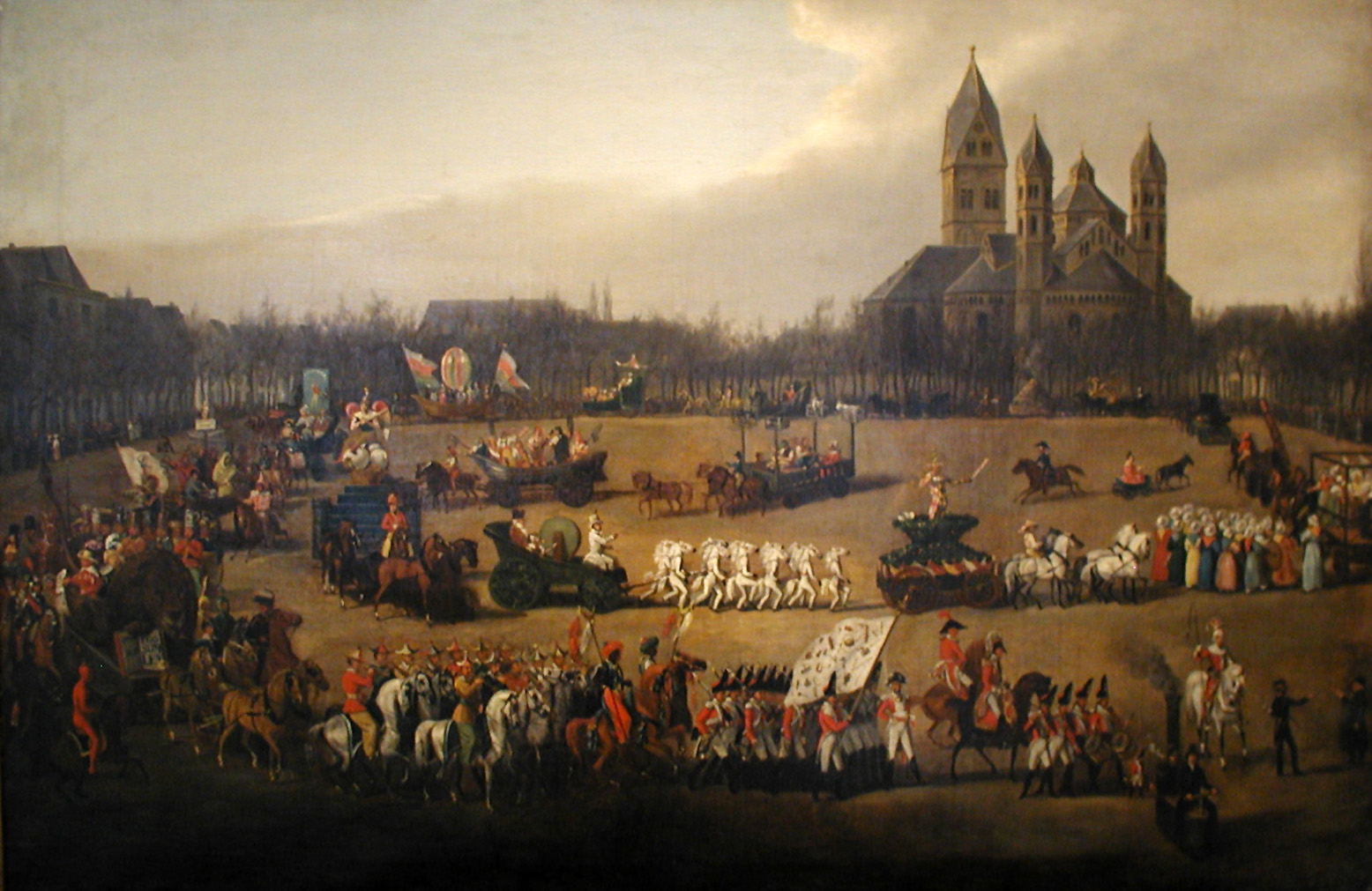
Rosenmontagszug auf dem Neumarkt: Der Stein der Weisen 1836

Die folgenden Jahre begannen mit einem Zug zur Wiedergeburt des Hanswurst; alle Feierlichkeiten waren wieder zugelassen, und der neue preußische Generalgouverneur der Rheinprovinz Prinz Wilhelm von Preußen nahm das Kölner Karnevalsfest persönlich in Augenschein. Während sich in Deutschland zum Beispiel beim Hambacher Fest das Ringen um politischen Fortschritt und Mitbestimmung der Bürgertums Ausdruck verschaffte, kam es in den 1830er Jahren in Köln zu Auseinandersetzungen um die Machtstrukturen und die Beteiligungsmöglichkeiten in der Karnevalsorganisation. Infolge ging 1834 und 1835 kein Zug, Wittgenstein legte 1835 sein Präsidentenamt nieder und verschiedene Neuerungen, darunter auch die ersten Ansätze zur Beteiligung von Frauen an den Feierlichkeiten, wurden schließlich durchgesetzt.
Der Zug des Jahres 1838 war durch die Kölner Wirren gefährdet, weil viele Karnevalisten wegen der scharfen Auseinandersetzung zwischen katholischer Kirche und preußischem Staat in den Westprovinzen lieber nicht gefeiert hätten; die Befürworter des Zuges setzten sich jedoch schließlich durch, so dass der Zug unter dem Motto Die Monumentalsucht, eine Anspielung auf die sich abzeichnende Beliebtheit von Herrscherdenkmälern in Preußen, stattfand.
Mit Beginn der 1840er Jahre verschafften sich in Köln erneut oppositionelle Kräfte gegen die preußische Dominanz in Politik, und Alltag und auch im Karneval Gehör. Ende 1841 kam es im Zuge von Auseinandersetzungen um die Verwaltung des Comités zu einer Spaltung: Die Gruppe der Eisenritter um Friedrich Borchardt, politisch den Idealen des Vormärz nahestehend, trennten sich vom Comité und nahmen trotz staatlicher Repressionen kritisch zu lokalpolitischen Themen Stellung. Das verbleibende Comité um Peter Leven nannte sich nun Hanswurstliches Parlament. Es bedurfte der Vermittlung durch Oberbürgermeister Johann Adolph Steinberger, den früheren Präsidenten von Wittgenstein und sogar Friedrich Wilhelm IV., um die zerrütteten Parteien zu einem gemeinsamen Zug für das Jahr 1842 zu bewegen.

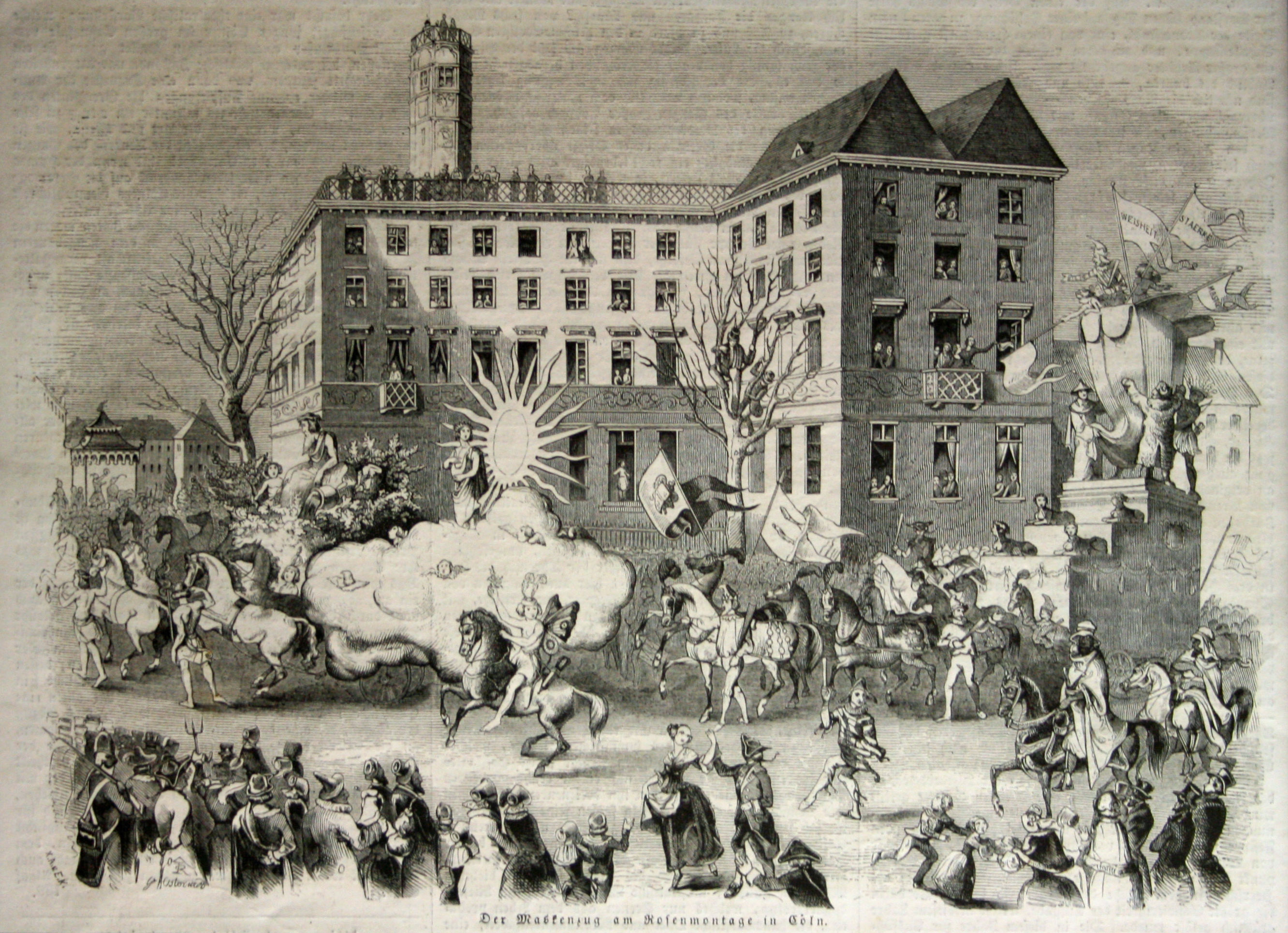
Maskenzug 1848 auf dem Neumarkt

Die Spaltung verschärfte sich mit dem Eklat um Franz Raveaux, dem späteren Revolutionär der Märzrevolution 1848/49. Zunächst Mitglied des älteren Hanswurstlichen Parlaments, warf der aktive Büttenredner seiner Gesellschaft Klüngel, die Bevorzugung Reicher und Despotie vor, verließ sie im Streit und gründete gemeinsam mit den Eisenrittern im Jahre 1844 die neue Gesellschaft Die jüngere Gesellschaft, auch Die Allgemeine Karnevalsgesellschaft genannt. Das Hanswurstliche Parlament nannte sich fortan Die ältere Gesellschaft oder Die Große Karnevalsgesellschaft. Die Allgemeine um Raveaux senkte die Mitgliedsbeiträge und Eintrittspreise und öffnete den von ihr organisierten Karneval für Kritik und Satire, etwa gegenüber den herrschenden Preußen. In Folge verlor Die Große beinahe drei Viertel ihrer Mitglieder.
1844 gab es keinen gemeinsamen Maskenzug in Köln, weil beide Gesellschaften ihre eigenen Züge veranstalteten: Die Große setzte historische Personen in Szene, Die Allgemeine präsentierte in ihren Zug am Karnevalsdienstag einen „emanzipierten Hanswurst“ mit Bezügen zu aktuellen Themen. Auch 1845 gab es getrennte Züge Dabei setzte Die Große im Motto Der Concours-Congreß aller möglichen und unmöglichen Vereine und auch im Programm zahlreiche Spitzen gegen ihre als dem Kommunismus hörig bezeichnete Konkurrentin, während Die Allgemeine unter dem Motto Hanswurstliche Kirmeß diesmal auf ein unpolitisch-fröhliches Fest und eine hohe Beteiligung der Bevölkerung abzielte. Auch 1846 und wahrscheinlich auch in den Folgejahren bis 1847 fanden getrennte Züge beider Gesellschaften statt. Im Revolutionsjahr 1848 trug der erste gemeinsame Zug – inzwischen hatten sich beide Gesellschaften inhaltlich genügend angenähert – das beziehungsreiche Motto Das tag- und nachtvolle, das heißt gescholtene oder Schaltjahr 1848.
In den 1850er Jahren litt der Straßenkarneval unter der politischen Reaktion. Unter den staatlichen Auflagen fielen die Züge 1851, 1856 und 1857 ganz aus, und die Züge der Jahre 1853 und 1855 fanden ohne gemeinsames Konzept statt. Erst eine neue Gesellschaft, Train de Plaisir vermochte es, ab 1858 wieder einen großen Zug, zwar mit einer sehr gemäßigter Darstellung von Kritik an Staat und Gesellschaft, aufzustellen und durchzuführen. Die nationale Einigungsbewegung unter Preußens Führung prägte die Maskenzüge der späten 1860er Jahre vor dem Hintergrund französischer Ansprüche auf die Rheinprovinz. Kritik und Satire wurden von patriotischer Symbolik verdrängt. So zeigte der Zug von 1867 etwa einen an die Quadriga des Brandenburger Tores angelehnten Triumphwagen. Der Zug des Jahres 1868 fiel wegen eines Unwetters aus. Einen weiteren Ausfall gab es im Jahre 1871 anlässlich des Deutsch-Französischen Krieges.

### Beginnendes 20. Jahrhundert

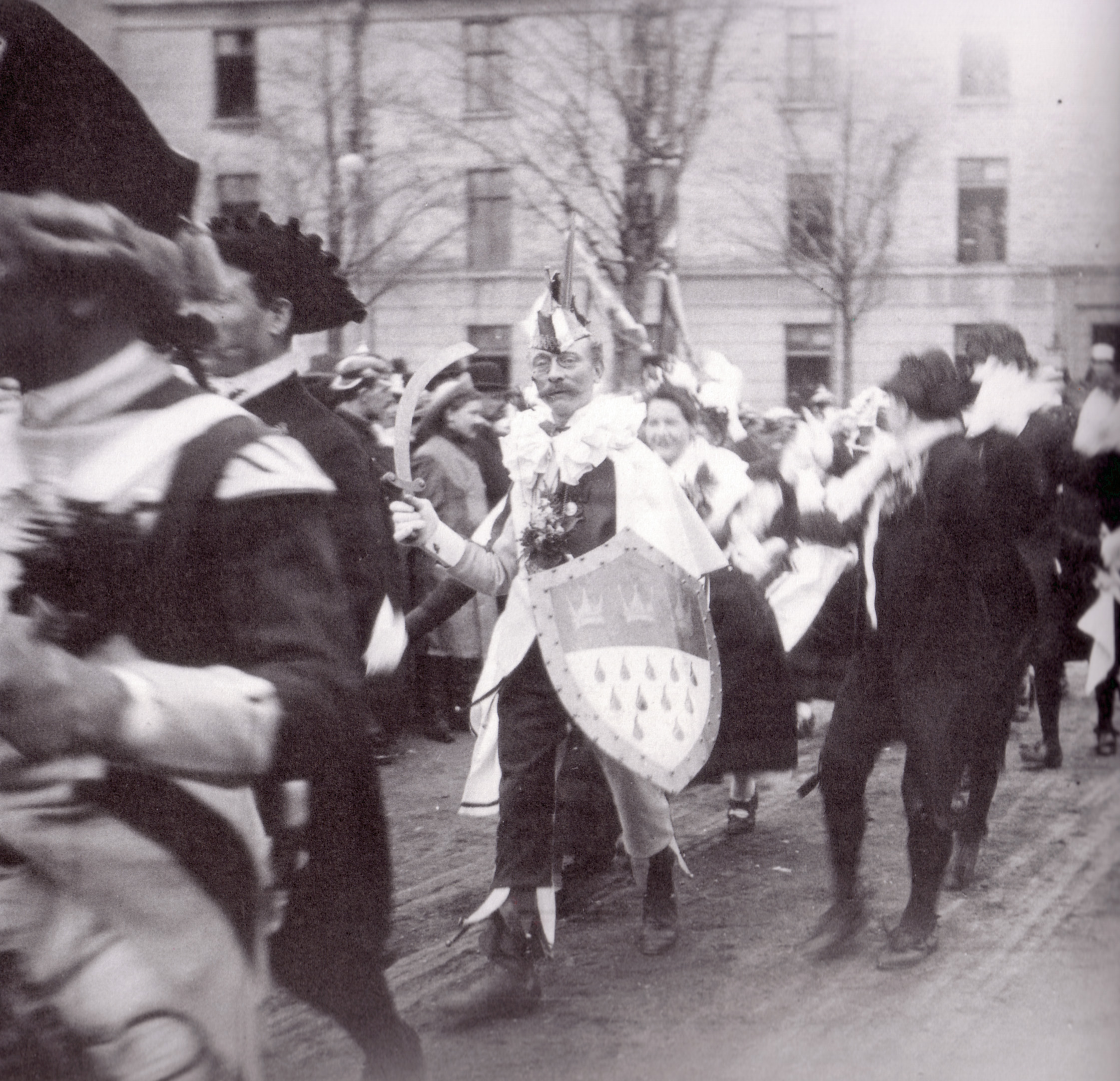
Gecken-Bähntche und Heilige Mägde und Knechte, Fotografie von Anselm Schmitz, ca. 1890

In den folgenden Jahren wurde das Stadtgebiet Kölns mehrmals erweitert, in dem die Grenzen der mittelalterlichen Stadtmauer überwunden und zahlreiche Vororte eingemeindet wurden. Mit den Einwohnerzahlen stieg die Anzahl der am Karneval und am Maskenzug interessierten Bürger dramatisch an. In Folge gab es von Ende 19. bis Anfang 20. Jahrhundert mehrere Neugründungen von Karnevalsgesellschaften, die in den Zug einbezogen wurden:
- Die „Kölner Funken Artillerie“, 1869 abgespalten von den „Roten Funken“, trugen nach dem Vorbild eines preußischen Dragonerregiments blau-weiße Uniformen, die ihnen die Bezeichnung „Blaue Funken“ einbrachte. Sie eröffnen bis heute den Rosenmontagszug.
- Die 1902 gegründete Ehrengarde der Stadt Köln begleitet auch bei den aktuellen Zügen Bauer und Jungfrau im Rosenmontagszug.
- Mit Gründung der Prinzen-Garde Köln 1906 als begleitendes Korps für den Prinzen im Jahre 1906 etablierte sich die Position des Prinz Karneval am Ende des Zuges.
- Auch in den neuen Industrievororten etablierten sich Karnevalsgesellschaften, so etwa die Bürgergarde „blau-gold“ von 1904 in Ehrenfeld oder die Kölner Karnevalsgesellschaft Nippeser Bürgerwehr von 1903, die ebenfalls bis heute am Zug teilnehmen.

Entsprechend nahmen die Rosenmontagszüge an Teilnehmern und Länge zu. Der Zug des Jahres 1901, hatte bereits 60 Abteilungen, und die Züge behielten bis zum Beginn des Ersten Weltkrieges diese Größenordnung.

### Erster Weltkrieg und Nachkriegszeit
Der Zug von 1914 stellte zunächst einen neuen Rekord auf: 74 Abteilungen zogen zum Motto „Weltausstellung in Köln“ durch die Innenstadt. Dem ersten Enthusiasmus bei Kriegsbeginn folgten Ernüchterung und Leid durch eine verschlechterte wirtschaftliche Lage, Mangel an Lebensmitteln und den Schrecken des Krieges, der 15.000 Kölner Soldaten den Tod brachte. In den Jahren 1915 bis 1918 war der Rosenmontagszug verboten worden, bis 1926 konnte er wegen schlechter Wirtschaftslage und herrschendem Besatzungszustand ebenfalls nicht stattfinden.
Im Jahre 1927 galt nach wie vor ein allgemeines polizeiliches Verbot des Straßenkarnevals. Für eine Kappenfahrt am Rosenmontag sollte jedoch in Köln eine Ausnahme ermöglicht werden. Unter dem Motto „Die alte und die neue Zeit“, passend zur Epochenzäsur in den Nachkriegsjahren, fand zunächst ein bescheidener Umzug statt. In den Folgejahren hatte der Zug mit materiellen Problemen zu kämpfen, beispielsweise mussten nach dem Wegfall der preußischen Unterstützung die Pferdegespanne für die Festwagen aus dem ganzen Umland zusammengezogen werden. Trotz der zunächst wenig prunkvoll ausfallenden Züge entwickelten sich die Rosenmontagsfeierlichkeiten in dieser Zeit zu Anziehungspunkten für Touristen aus ganz Deutschland. Am Bau der Wagen in diesen Jahren wirkten Kölner Architekten und die Kölner Kunstgewerbeschule im Rahmen von Gestaltungswettbewerben mit. Der Architekt, Maler und Bildhauer Franz Brantzky war einer der einflussreichsten Wagenbauer der 1920er und 1930er Jahre, der zeitweise auch als Bauleiter der Züge fungierte.

### Weimarer Republik
Die negative Einstellung vieler Menschen zum Mehrparteiensystem der Weimarer Republik, zum Friedensvertrag von Versailles oder die Skepsis gegenüber den Friedensabsichten des Völkerbundes wurde auch in den Rosenmontagszügen in Wagenmotiven persifliert. Ebenso verhielt es sich mit fortschrittlichen gesellschaftspolitischen Entwicklungen wie der Emanzipation der Frauen. Schlanke, selbstbewusste Frauen wurden als „Bubiköpfe“ karikiert. Auch der so wahrgenommene Verfall von Moral, Werten und Familie durch eine liberale Politik wurde aufgegriffen und auf Festwagen dargestellt. Abweichend davon wurde die in Köln stattfindende Internationale Presseausstellung, die den Kölnern allein durch das Millionenheer der internationalen Besucher ein „Metropolengefühl“ vermittelte, positiv aufgenommen und sogar zum Motto des Zuges im Jahre 1928 ausgewählt.
Ab 1929 wurden die Wagen des Rosenmontagszuges, die bis dahin von verschiedenen Firmen dezentral gebaut worden waren, zentral in den Kölner Messehallen gebaut und zum Neumarkt gefahren. Erreichten die Wagen zuvor Höhen von bis zu 13 Metern, wurde ihre Höhe mit Einführung der elektrischen Straßenbahn auf die Höhe von 4,80 Metern begrenzt, um Unfälle mit dem Fahrdraht zu verhindern.
Die Züge von 1931 und 1932 fielen schließlich der Weltwirtschaftskrise zum Opfer, nach dem die Mittel des Festkomitees bereits in den Jahren zuvor vollständig aufgezehrt und nicht wieder aufgestockt worden waren. Inhaltlich noch nicht von der Machtergreifung der Nationalsozialisten betroffen, kam im Jahre 1933 wieder ein kleiner Zug zustande, nachdem Bürgerschaft und Stadtverwaltung finanzielle und personelle Unterstützung organisiert hatten.

### Nationalsozialismus
Schon bevor nationalsozialistische Organisationen direkten Einfluss auf die Gestaltung und die Themenwahl des Rosenmontagszuges nahmen, griffen Kölner Karnevalisten NS-Themen auf. Der Zug von 1934, der unter dem Motto „Kölner Bilder“ stand, führte unter Anspielung auf die Vertreibung und Auswanderung der jüdischen Bevölkerung einen Wagen mit der Aufschrift „Die letzten ziehen ab“, sowie „Mer mache nur e kleines Ausflügelche nach Liechtenstein und Jaffa“ mit. Darauf fuhren als orthodoxe Juden verkleidete Karnevalisten mit. Spürbaren ideologischen Widerstand des Kölner Karnevals gegen die wachsende Vereinnahmung durch die Nazis, die in Person des Gauleiters Josef Grohé und des Kölner Stadtverordneten Wilhelm Ebel massiven Einfluss auf Organisation und Inhalte des Festes nahmen, gab es auch danach nicht. Allerdings begehrten die großen Karnevalsvereine im Jahre 1935 erfolgreich gegen den Versuch Ebels auf, ihnen auch noch die formale Organisation des Karnevals zu entziehen – die so genannte Narrenrevolte ließ die völlige Gleichschaltung des Karnevalsfestes in Köln zunächst scheitern. In kleinen, von vielen Karnevalisten durchaus akzeptierten Schritten erhielten NS-Organisationen aber danach dennoch wesentlichen Einfluss auf beinahe das gesamte Karnevalsgeschehen, während sich die Verantwortlichen des „Festausschusses“ durch Mitwirkung etwa bei Karnevalsveranstaltungen von „Kraft durch Freude“ (KdF) ihrerseits kooperativ zeigten.
Auch die Gestaltung des Rosenmontagszuges wurde von NS-Stellen kontrolliert und bestimmt. Letzter und größter der „volksgemeinschaftlich“ gestalteten Züge war derjenige des Jahres 1939. Mit staatlichen und städtischen Zuschüssen wurden Zugweg, Zug und selbst unverkleidete Besucher wie nie zuvor in einheitlicher Symbolik geschmückt und ausstaffiert. Die Anreise von Touristen in Sonderzügen aus dem gesamten Deutschen Reich und den Nachbarländern sowie deren Unterbringung auf einer gegenüber 1936 verdreifachten Zahl an Tribünenplätzen oblag der Organisation „Kraft durch Freude“. KdF führte in Zusammenarbeit mit dem Verkehrsverein eine nie dagewesene landesweite Werbekampagne für den Zug durch, wonach Besucherzahlen von über einer Million Menschen erreicht wurden, was etwa der heutigen Dimension des Zuges entspricht.
In den Zügen wurden Reitpferde und Musikkorps von der Kölner Garnison der Wehrmacht zur Verfügung gestellt. Überschüsse aus den Einnahmen des Zuges wurden dem NS-Winterhilfswerk zur Verfügung gestellt.
In vielen Wagenentwürfen zeigte sich eine Kontinuität zu den Zügen der 1920er Jahre, da auch die meisten Wagenbauer seit dieser Zeit am Zug mitwirkten. Auch blieben viele Themen der Konzentration auf kommunal-, gesellschafts- und außenpolitische Themen treu, wobei die Machthaber missliebige Inhalte zunehmend aus- und Propaganda für eigene Ziele einzuflechten wussten.
Auch antisemitische Wagen und Fußgruppen wurden weiterhin gezeigt. 1936 verhöhnte ein Wagen die von den Nürnberger Gesetzen betroffenen jüdischen Bürger: Unter dem Motto „Däm han se op dr’ Schlips getrodde“ wurde ein Paragrafzeichen gezeigt, das einer grotesk dargestellten, hakennasigen Figur – die einen Juden darstellen sollte – mit seinen gestiefelten Beinen auf die Krawatte trat. Der Motivwagen ist in einem 2014 wiederentdeckten Stummfilm zu sehen. Aufgetrieben hat das Material der Verein Köln im Film, restauriert wurde es in Zusammenarbeit mit dem Kölner Festkomitee und dem nordrhein-westfälischen Kulturministerium. Der Film wurde danach öffentlich gezeigt im NS-Dokumentationszentrum der Stadt. Der Karnevals-Wagen fiel den Zuschauern 1936 offenbar nicht besonders auf und derartige Motive waren bei Rosenmontagszügen in der Zeit des Nationalsozialismus nicht ungewöhnlich. Die englischen Untertitel des 13 Minuten-Streifen wurden aus Tourismus-Gründen eingefügt. Nach Bremen gelangt – über den Sohn eines Mitarbeiters der Werbeabteilung der Reederei Norddeutscher Lloyd – wurde der Mitschnitt auf dessen Passagierdampfern, die damals zwischen Europa und den USA verkehrten, vorgeführt. Die Stadt hoffte in der NS-Zeit offensichtlich, mit dem Dokumentarfilm ausländische Gäste anzuziehen. 1938 zählte man dann eine, 1939 anderthalb Millionen Besucher zum Karneval in Köln, was durchaus auch einen Werbeerfolg darstellte.
Es gibt wenige Aufzeichnungen über Karnevalisten oder Vereine, die etwa die Übernahme eines antisemitischen oder NS-propagandistischen Wagens verweigerten. Eine nachgewiesene Form des Widerstandes am Rande des Rosenmontagszuges ist die alternative Rosenmontagszeitung, eine subversiv publizierte illegale Satire auf die offizielle Kölner Rosenmontagszeitung. Sie übte 1938 beißende Kritik am NS-System, stellte auch Joseph Goebbels auf dem Titelblatt als „Seine Tollität Jüppche I“ dar (Immer löje wie jedrukk – „Immer lügen wie gedruckt!“) und enthielt acht alternative Wagenentwürfe des nach Belgien geflohenen Düsseldorfer Künstlers Karl Schleswig.
Der letzte Rosenmontagszug unter den Nationalsozialisten im Jahre 1939 stand unter dem Motto „Singendes, klingendes, lachendes Köln“. Alle weiteren Züge bis zum Kriegsende fielen aus.

### Nachkriegszeit
Im weitgehend zerstörten Köln der unmittelbaren Nachkriegszeit war an die Durchführung eines Rosenmontagszuges zunächst nicht zu denken. Zudem hatten die britischen Besatzungstruppen ein Verbot für Karnevalsumzüge erlassen und es den Vereinen auferlegt, alle ehemaligen NSDAP-Mitglieder aus ihren Vorständen zu entlassen – zwei Drittel der Vorstandsmitglieder waren hiervon betroffen. Erst 1949 ging, nach zehnjähriger Unterbrechung, wieder ein kleiner Rosenmontagszug durch Köln, organisiert vom 1947 wiedergegründeten Festausschuss des Kölner Karnevals.

### Folgende Jahre

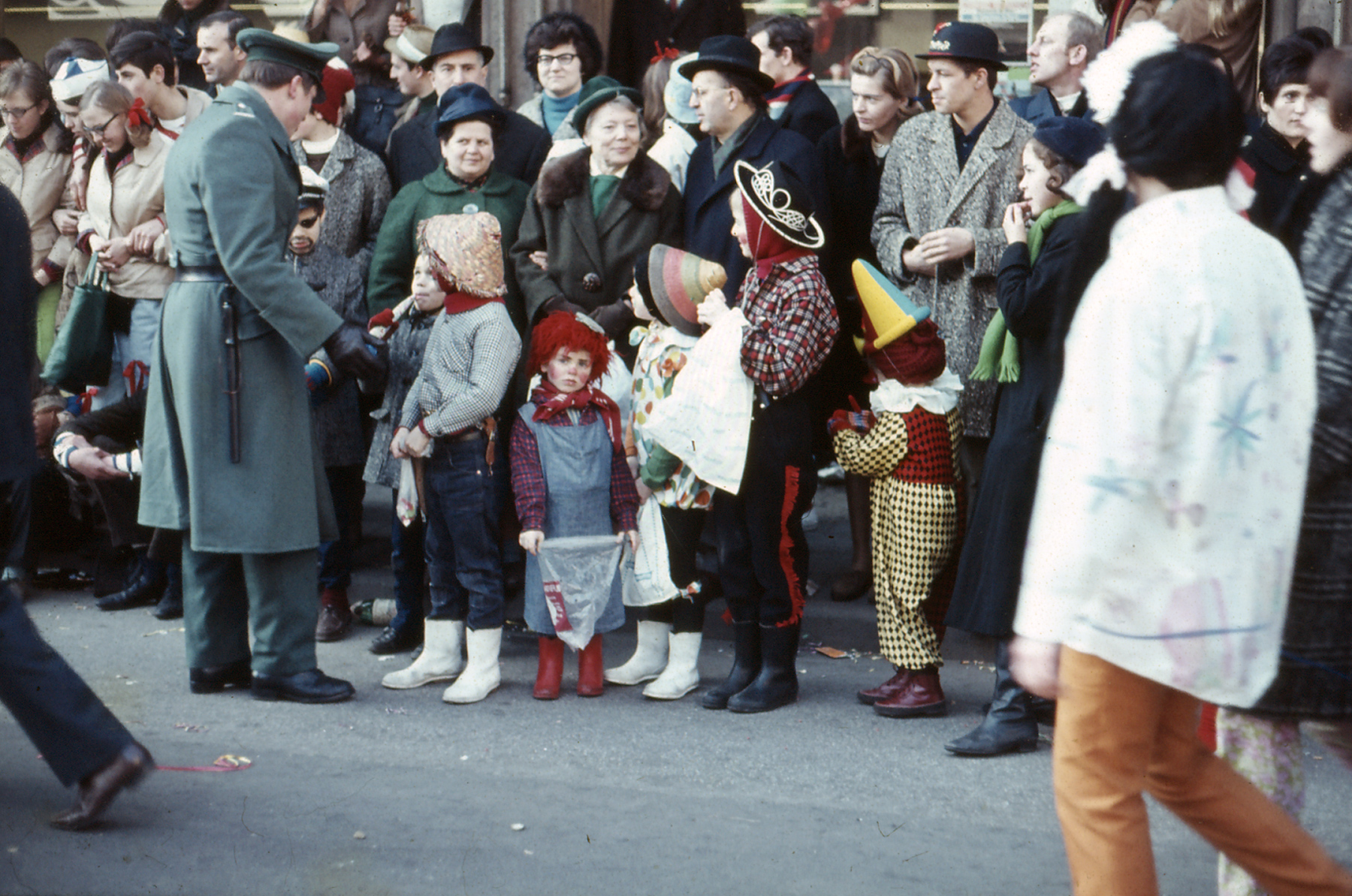
Zuschauer am Zugweg im Jahr 1967

In den folgenden Jahren organisierte das Festkomitee Kölner Karneval den Rosenmontagszug in Köln. Es kam aber auch mehrmals vor, dass es keinen offiziellen Rosenmontagszug gab, entweder weil es Unstimmigkeiten im Festkomitee gab oder weil es das politische Umfeld nicht zuließ. So fiel der Rosenmontagszug etwa im Jahre 1991 wegen des Zweiten Golfkriegs aus.
In der Geschichte des Kölner Rosenmontagszugs hat sich auch der Zugweg mehrmals geändert. Die letzte Änderung des Zugwegs war im Jahr 2013, dabei wurde der Zugweg bis auf den Hohenzollernring ausgedehnt.

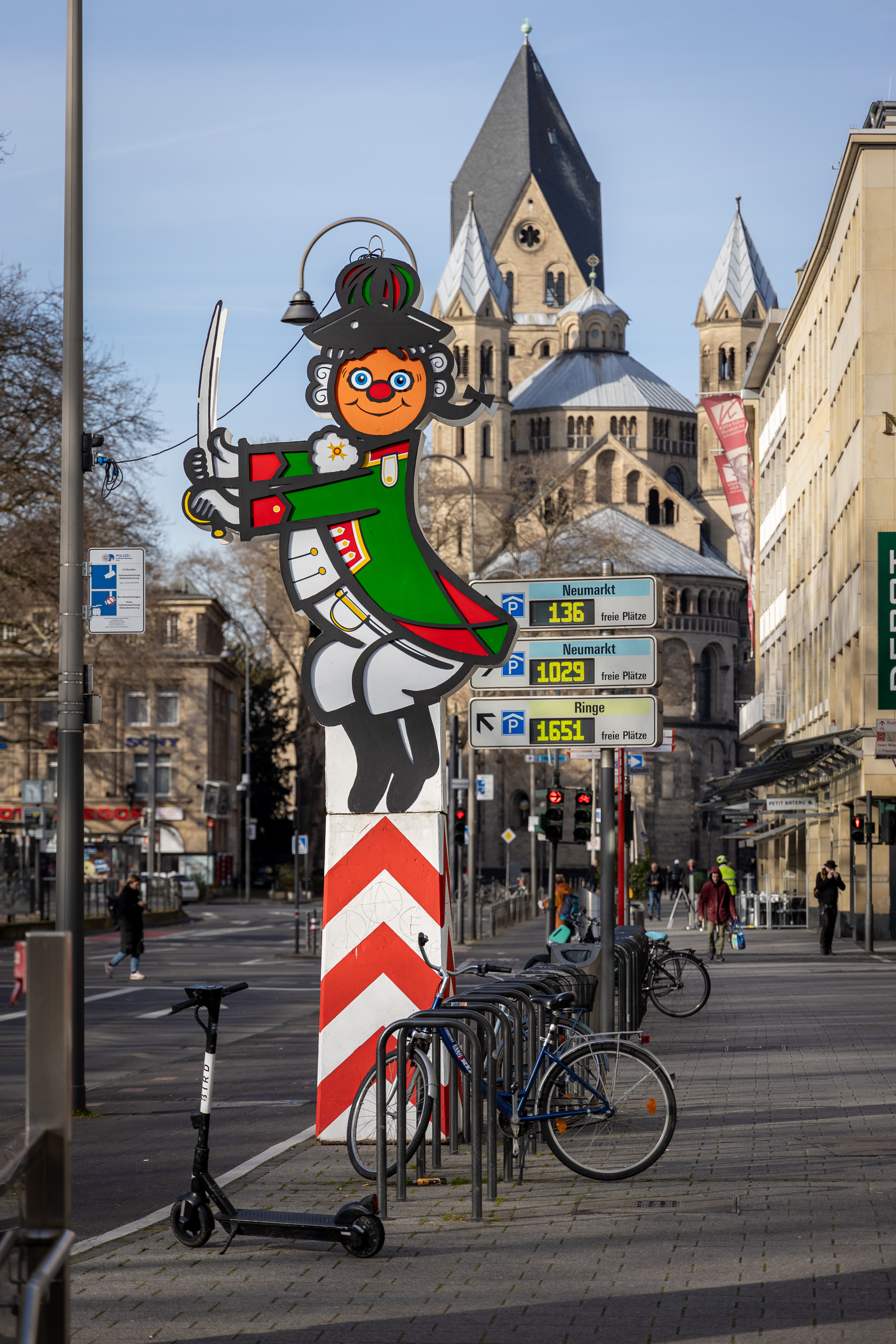
Leuchtfigur am Zugweg in der Uniform der Altstädter von 1922

Seit dem Jahr 1973 stellten Festkomitee und Stadt entlang des Zugwegs 19 Leuchtfiguren auf rotweißen Betonsockeln auf, die uniformierte Mitglieder großer Kölner Karnevalsvereine zeigen.
Im Jahr 2002 überschattete der Tod eines Wagenengels den Rosenmontagszug. Als Wagenengel werden die Helfer bezeichnet, die neben den Festwagen gehen und darauf achten, dass keine Zuschauer oder Kinder unter die Wagen geraten.
Die junge Frau war von einem tonnenschweren Festwagen überrollt worden, als sie versuchte, die Lücke vor der ersten Achse in einer Kurve zu sichern. Eine Plakette am Gebäude der Artothek Köln erinnert an diesen Unfall. Als Konsequenz erließ das Festkomitee die Anweisung, nur noch Männer als Wagenengel einzusetzen. Offiziell bezeichnet das Festkomitee diese Helfer seit diesem Unfall nur noch als „Zugbegleiter“. Seit 2007 dürfen auch wieder Frauen diese Aufgabe wahrnehmen. Zusätzlich wurden die Konstruktionen der Wagenverkleidungen an den Festwagen verändert, um das Risiko weiter zu minimieren.
Im Jahr 2008 gab es vor dem Umzug Kritik an Wagen, die den Bau der Moschee in Ehrenfeld thematisierten. Die betreffenden Wagen wurden dazu angehalten, ihren Aufbau zu ändern.
2010 konnte der Rosenmontagszug infolge des Einsturzes des Historischen Archivs nicht die gewohnte Strecke über den Waidmarkt gehen und wurde daher über die Löwengasse, Follerstraße, Mathiasstraße und Mühlenbach umgeleitet, bevor er wieder dem traditionellen Weg folgte. Weiter wurden 2010 Jahr ein neuer Prinzenwagen in Rot und Gold eingesetzt, der den alten Festwagen nach über 40 Jahren ablöste.
Anlässlich des Terroranschlags auf die französische Zeitschrift Charlie Hebdo am 7. Januar 2015 plante die Kölnische KG einen Mottowagen zu diesem Thema unter der Überschrift „Meinungsfreiheit“. Das Festkomitee zog diesen Wagen allerdings zwei Wochen vor Karneval zurück, da, so Zugleiter Christoph Kuckelkorn, „viele Bürger Sorgen geäußert“ hätten. Man wolle „in erster Linie Fastelovend feiern“. Diese Entscheidung stieß bundesweit auf kritische Reaktionen, aber auch auf Verständnis. Überraschend fuhr schließlich doch unangekündigt ein Wagen zu diesem Thema im Rosenmontagszug mit.
Zu den bekanntesten Gestaltern des Zuges in Hinsicht auf das Design und den Bau von Wagen und Logos gehörten Otto Schindler, Herbert Labusga und Otto Schwalge.
Rosenmontag 2021 präsentierte das Festkomitee Kölner Karneval mit dem Hänneschen-Theater den „ausgefallensten Rosenmontagszug“, den der WDR im Fernsehen übertrug. Wegen der Covid-19-Pandemie durfte der große Zug nicht durchgeführt werden, so fand der 70 Meter lange Zug im Miniaturformat mit 26 Wagen und 177 Puppen auf einer 32 Meter langen Bühne in der Wagenbauhalle des Festkomitees statt.
Schon im Dezember 2021 sagte man aufgrund der COVID-19-Pandemie in Deutschland den Rosenmontagszug 2022 ab und prüfte Alternativen. Ein alternativ konzipiertes „Rosenmontagsfest“ im Rheinenergiestadion wurde dann wegen des russischen Überfalls auf die Ukraine kurzfristig abgesagt und stattdessen eine Friedensdemonstration organisiert. An der Demonstration nahmen statt der erwarteten 30.000 nach Schätzungen der Kölner Polizei bis zu 250.000 Menschen teil, darunter auch Prominente aus Karneval, Kultur und Politik. Der Veranstalter rief dazu auf kostümiert zu erscheinen, was viele in Form der ukrainischen Landesfarben taten. Trotzdem unterschied sich die Veranstaltung, auch in ihrer Stimmung, deutlich von den gewöhnlichen Zügen. Auf Kamelle und Wagen wurde verzichtet und es wurden viele nachdenkliche Lieder des rheinischen Liedguts gespielt.
Am Ende des Zuges gibt das Festkomitee traditionell das Motto für das nächste Jahr bekannt.

## Daten zum Umzug
Der Kölner Rosenmontagszug hat eine Länge von ca. 8 km, der Zugweg eine Länge von ca. 7,5 km und laut offiziellen Mitteilungen im Durchschnitt mehr als 1 Million Zuschauer am Zugweg. Teils war der Umzug auch länger als der Zugweg, so dass die letzte Gruppe noch nicht losgegangen war, wenn die erste Gruppe bereits das Ziel erreichte. Im Jahr 2017 erreichte der Zug rund 1,2 Millionen Zuschauer. Kritiker allerdings bezweifeln die Zahlen.

### Mitwirkende
An einem Rosenmontagszug wirken um die 10.000 Personen mit. Im Jahr 2017 fuhren insgesamt 152 Fest-, Prunk-, Persiflagewagen und Kutschen, 92 Traktoren und 64 Bagagewagen und 1 Strafesel mit. Im Jahre 2017 fuhren 1.241 Personen auf Wagen, 3.332 Menschen gingen zu Fuß mit, 1.453 Personen als Teilnehmer von Tanzgruppen. 1.084 Reiter, Pferdebegleiter und Kutscher liefen mit.1.432 Menschen liefen als Mitglieder von Musikgruppen mit. Zusätzlich liefen 2017 475 Pferde und 2.076 Helfer wie Wagenbegleiter, 44 Großfigurenträger und 75 Schilderträger mit. 

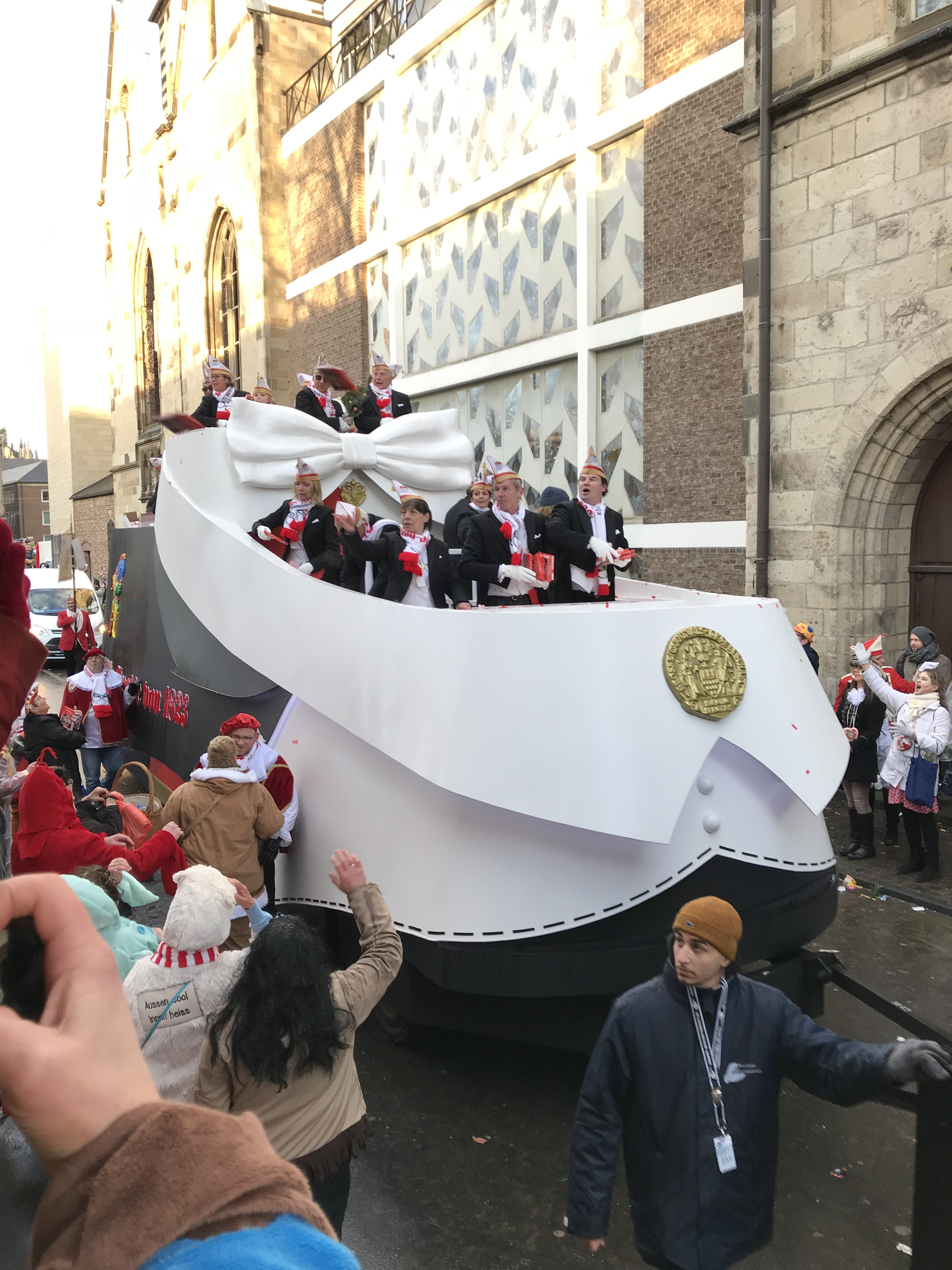
Ein moderner Prunkwagen

### Kapellen
Im Jahr 2020 spielten 76 Musikkapellen im Zug, von denen zwei zu Pferd unterwegs waren. Regelmäßig kommen Kapellen aus den Niederlanden, der Schweiz, aus Belgien, England und Schottland zum Einsatz.

### Sicherheit und Ordnung
Anlässlich des Rosenmontagszuges, aber nicht ausschließlich am Zugweg, setzt die Polizei rund 2.500 Beamte ein. Zur Versorgung medizinischer Notfälle waren 2017 548 Helfer in 64 Sanitätstrupps im Einsatz. Am Zugweg waren 25 Unfallhilfsstellen aufgebaut.
Die Kölner Abfallwirtschaftsbetriebe sammelten im Jahr 2017 mit 200 Mitarbeitern und 95 Fahrzeugen 420 Kubikmeter Müll ein und streuten an bestimmten Stellen des Zugweges 36 Tonnen Sand für die Sicherheit der Pferde.

## Ablauf
Der Rosenmontagszug startete bis vor einigen Jahren am Rosenmontag um 11:11 Uhr. Bis dann auch der letzte Zugteilnehmer das Ziel erreicht hat, kann es aber leicht Abend werden, und als aus organisatorischen Gründen die Richtung des Zuges umgedreht wurde, änderte sich die Startzeit auf 10:49, also auf Elf vor Elf, damit auch die WDR-Kameras in der Severinstraße den Prinzen noch bei Tageslicht filmen können. 2010 wurde der Start aufgrund der Zuglänge auf 10:30 Uhr vorverlegt. Im Jahr 2015 startete der Rosenmontagszug bereits um 10:11 Uhr, damit die letzten Gruppen auch noch bei etwas Tageslicht am Ende des Zugweges ankommen konnten. Im Jahr 2016 begann der Zug schon um 10 Uhr, dies war ebenfalls der Nutzung des Tageslichts geschuldet.
Anlässlich des 200. Jubiläums des Kölner Karnevals überquerte der Kölner Rosenmontagszug im Jahr 2023 erstmals den Rhein. Startpunkt war am Rosenmontag 2023 der Deutzer Bahnhof auf der rechtsrheinischen Schäl Sick. Über die Deutzer Freiheit ging es dann auf die Deutzer Brücke Richtung Altstadt. Nach zwei Jahren ohne Zug (2021: Covid19-Pandemie 2022: Ukraine-Krieg) feierten hunderttausende Jecken wieder ausgelassen den Fastelovend. Um 10 Uhr ging es in Deutz los, um 20.30 Uhr erreichte der letzte Wagen das Ziel am Chlodwigplatz – der längste Rosenmontagszug.
2025 begann der Zug um 10 Uhr an der Severinstorburg und endete mit Verspätung um 19.08 Uhr in der Mohrenstraße.

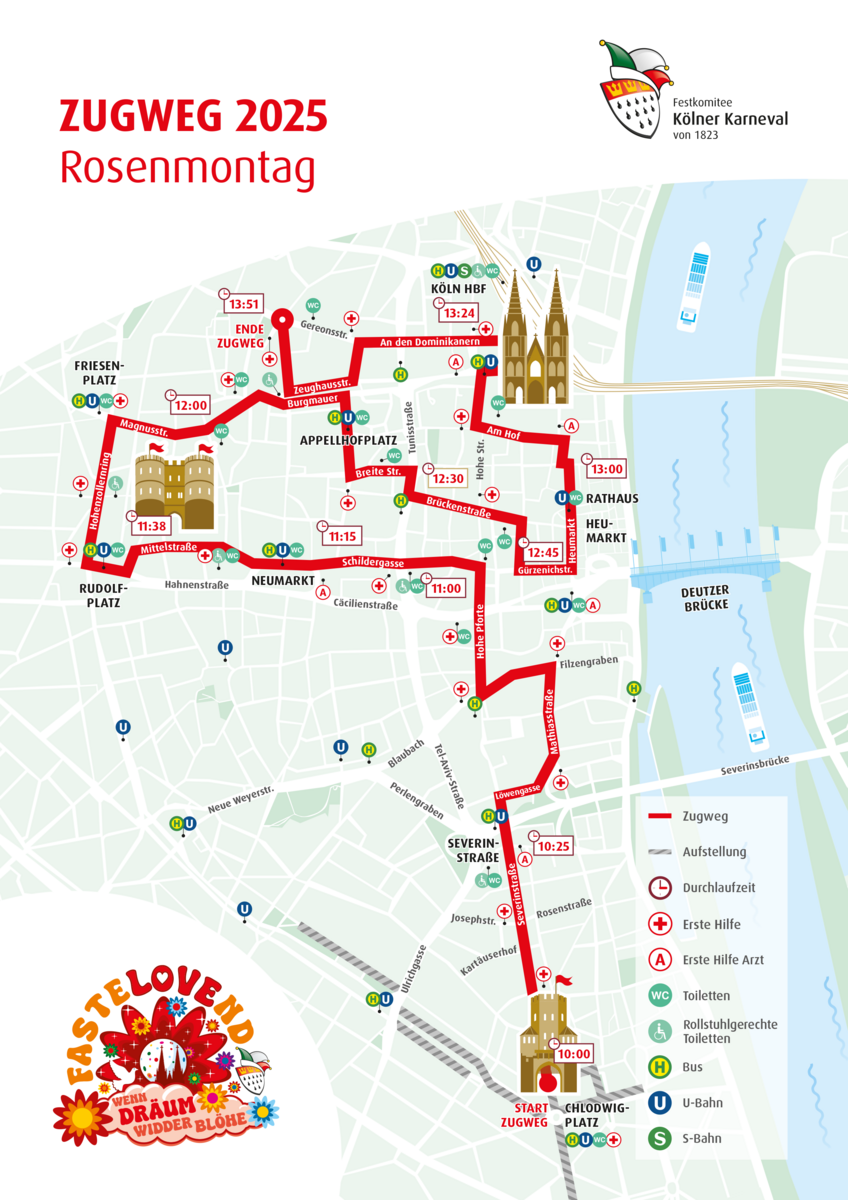
Zugweg Rosenmontagszug Köln 2025

Den Anfang des Rosenmontagszugs bilden traditionell die Blauen Funken. Das Ende markieren die Ehrengarde, welche die Kölsche Jungfrau und den Kölschen Bauern begleitet sowie als krönender Abschluss die Prinzen-Garde Köln 1906 mit dem Kölner Prinzen. Den Mittelpunkt des Rosenmontagszugs bildet traditionell der Wagen des Präsidenten des Festkomitees Kölner Karneval.

## Teilnahme am Kölner Rosenmontagszug
Die Erlaubnis zur Teilnahme am Rosenmontagszug wird vom Festkomitee Kölner Karneval erteilt. Generell sind nur die ordentlichen Mitgliedsvereine des Festkomitees zugelassen sowie Vereine, die vom Festkomitee zur Teilnahme eingeladen werden.
Es gibt jedoch noch eine dritte Möglichkeit der Teilnahme, nämlich die Erlangung des ersten Preises bei den Schull- un Veedelszöch am Sonntag. Das Festkomitee Kölner Karneval vergibt dafür jährlich einen Preis für die beste Fußgruppe, die beste Wagengruppe und einen Originalitätspreis. Die Gewinner dieser Preise sind berechtigt, am Rosenmontagszug teilzunehmen. Für kleinere Karnevalsvereine ist dies die einfachste Möglichkeit, im Rosenmontagszug mitgehen zu können. Entsprechend hart ist der Wettbewerb der kleineren Karnevalsvereine in den Schull- un Veedelszöch.

## Mottos der Kölner Rosenmontagszüge seit 1823
| Jahr | Karnevalsmotto | Bild                                                              |
| ---- | --- | ----------------------------------------------------------------- |
| 1823 | Thronbesteigung des Helden Carneval |                                                                   |
| 1824 | Besuch der Prinzessin Venetia beim Helden Carneval |                                                                   |
| 1825 | Der Sieg der Freude |                                                                   |
| 1826 | Fahrt nach dem Monde |                                                                   |
| 1827 | Die Prüfung |                                                                   |
| 1828 | Alte und neue Zeit |                                                                   |
| 1829 | Der große Narrentag |                                                                   |
| 1830 | kein Zug: Regierungsverbot |                                                                   |
| 1831 | Hanswursts Wiedergeburt |                                                                   |
| 1832 | Die Kölner Messe des Jahres 1832 |                                                                   |
| 1833 | kein Zug |                                                                   |
| 1834 | Das Orakel |                                                                   |
| 1835 | Der Kölner Karnevals-Sprudel |                                                                   |
| 1836 | Der Stein der Weisen |                                                                   |
| 1837 | Carneval der Jahre Bezwinger |                                                                   |
| 1838 | Hanswurst läßt sich erbauen ein Monument |                                                                   |
| 1839 | Aller-Welt-Aktien-Börse |                                                                   |
| 1840 | Das Turnier |                                                                   |
| 1841 | Der gordische Knoten und seine Lösung |                                                                   |
| 1842 | Die ächt kölnische olympischen Spiele |                                                                   |
| 1843 | Die Köllsche Huhschull (Die kölnische Hochschule) |                                                                   |
| 1844 | 2 Züge: Die Großjährigkeit des Hanswurstes als Stellvertreter des Helden Carneval (Große KG) (Montag) Hanswurst als Emanzipierter (Allgemeine KG) (Dienstag) |                                                                   |
| 1845 | 2 Züge: Der Conkurs-Congreß aller Vereine (Große KG) Hanswurstliche Kirmes (Allgemeine KG)                                                                   |                                                                   |
| 1846 | Die hanswurstliche Colonie an der Weinküste |                                                                   |
| 1847 | Jubelfeier der 25-jährigen Thronbesteigung des Helden Carneval                                                                                               |                                                                   |
| 1848 | Das tag- und nachtvolle, das heißt gescholtene oder Schaltjahr 1848                                                                                          |                                                                   |
| 1849 | Die Reise nach Californien |                                                                   |
| 1850 | Narren-Reichstag |                                                                   |
| 1851 | kein Zug: Preußische Zensur |                                                                   |
| 1852 | Ich hab’s gewagt (Kappenfahrt) |                                                                   |
| 1853 | Zug ohne Motto |                                                                   |
| 1854 | Hanswurstliche Industrie Ausstellung |                                                                   |
| 1855 | Zug ohne Motto („ein aus dem täglichen Leben genommenes witzreiches Allerlei“)                                                                               |                                                                   |
| 1856 | kein Zug |                                                                   |
| 1857 | kein Zug |                                                                   |
| 1858 | Train de Plaisier |                                                                   |
| 1859 | Napoleon und seine Franzosen |                                                                   |
| 1860 | Carnevals-Congreß von 1860 |                                                                   |
| 1861 | kein Zug: Landestrauer um König Friedrich Wilhelm IV. |                                                                   |
| 1862 | Narren-Landtag I |                                                                   |
| 1863 | Narren-Landtag II |                                                                   |
| 1864 | Maskenzug, aber ohne Thema |                                                                   |
| 1865 | Strauß bunter Ideen |                                                                   |
| 1866 | Hanswurstliche Industrie-Ausstellung |                                                                   |
| 1867 | Prinzessin Venetia beim Helden Karneval (wegen Regen Zug auf Karnevalsdienstag verlegt)                                                                      |                                                                   |
| 1868 | kein Zug wegen Unwetter |                                                                   |
| 1869 | Verherrlichung des Weinjahres 1868 |                                                                   |
| 1870 | Die Eröffnung des Suezkanals |                                                                   |
| 1871 | kein Zug wegen deutsch-französischem Krieg |                                                                   |
| 1872 | kein Motto |                                                                   |
| 1873 | Die Jubelfeier der Reform von 1823 (Schnee behindert den Zug)                                                                                                |                                                                   |
| 1874 | Närrische Universität |                                                                   |
| 1875 | Närrische Lebensversicherungsanstalt |                                                                   |
| 1876 | Ohne Motto (Internationale Gartenbau-Ausstellung 1875) |                                                                   |
| 1877 | Festspiel der Nibelungen |                                                                   |
| 1878 | König Wein |                                                                   |
| 1879 | Einzug der Prinzessin Isabella 1235 |                                                                   |
| 1880 | Bunter Blumenstrauß |                                                                   |
| 1881 | Musik aus allen Ländern (kein Zug: Starkes Schneetreiben) |                                                                   |
| 1882 | Jan und Griet |                                                                   |
| 1883 | Thema unbekannt 2 Züge: Große K.G; Große Kölner am Karnevalsdienstag                                                                                         |                                                                   |
| 1884 | Das Weinjahr 1883 (Vorverlegung auf Karnevalssonntag) |                                                                   |
| 1885 | Held Carneval als Kolonisator |                                                                   |
| 1886 | Die vier Jahreszeiten |                                                                   |
| 1887 | Die größten Volksfeste der bedeutendsten Culturvölker (Zug bereits am Sonntag wg. Reichstagswahl)                                                            |                                                                   |
| 1888 | Köln in alter und neuer Zeit |                                                                   |
| 1889 | Die Künste huldigen dem Prinzen Karneval |                                                                   |
| 1890 | Italien, Land der Sonne, huldigt dem Prinzen Karneval Zug ohne Musik wegen Tod der Kaiserwitwe Augusta                                                       |                                                                   |
| 1891 | Närrische Ausstellung |                                                                   |
| 1892 | Köln als Seehafen |                                                                   |
| 1893 | Heimkehr des Prinzen Karneval aus dem Reich der Sagen und Märchen                                                                                            |                                                                   |
| 1894 | Concurrenz aller Feste der Welt mit dem Kölner Carneval |                                                                   |
| 1895 | Hervorragende Leistungen großer Männer, Dichter und Componisten                                                                                              |                                                                   |
| 1896 | Zeitung – Neueste Nachrichten |                                                                   |
| 1897 | Die Griesgramschlacht |                                                                   |
| 1898 | Bunte Reihe Kölner Themen |                                                                   |
| 1899 | Flüsse und Ströme als Gast bei Vater Rhein |                                                                   |
| 1900 | Zwei Jahrtausende rheinischen Lebens |                                                                   |
| 1901 | Was uns das neue Jahrhundert bringt |                                                                   |
| 1902 | Schiller und Goethe auf dem Carneval zu Köln |                                                                   |
| 1903 | Lebende Lieder |                                                                   |
| 1904 | Des Prinzen Rheinfahrt bei seiner Heimkehr aus dem Süden |                                                                   |
| 1905 | Eine Blütenlese aus dem Kölner Adressbuch |                                                                   |
| 1906 | Das Prunkmahl des Prinzen Karneval |                                                                   |
| 1907 | Bilder aus dem Kölner Leben |                                                                   |
| 1908 | Bilder aus dem Kölner Leben |                                                                   |
| 1909 | Die verkehrte Welt |                                                                   |
| 1910 | Aus aller Welt |                                                                   |
| 1911 | Verkörperte Zitate |                                                                   |
| 1912 | Deutsche Städte huldigen der Colonia und dem Prinzen Karneval                                                                                                |                                                                   |
| 1913 | Sang und Klang im Karneval |                                                                   |
| 1914 | Weltausstellung in Köln |                                                                   |
| 1915 | kein Zug: Erster Weltkrieg |                                                                   |
| 1916 | kein Zug: Erster Weltkrieg |                                                                   |
| 1917 | kein Zug: Erster Weltkrieg |                                                                   |
| 1918 | kein Zug: Erster Weltkrieg |                                                                   |
| 1919 | kein Zug: britische Besatzung untersagte Karnevalsumzüge |                                                                   |
| 1920 | kein Zug: britische Besatzung untersagte Karnevalsumzüge |                                                                   |
| 1921 | kein Zug: britische Besatzung untersagte Karnevalsumzüge |                                                                   |
| 1922 | kein Zug: britische Besatzung untersagte Karnevalsumzüge |                                                                   |
| 1923 | kein Zug: britische Besatzung untersagte Karnevalsumzüge |                                                                   |
| 1924 | kein Zug: britische Besatzung untersagte Karnevalsumzüge |                                                                   |
| 1925 | kein Zug: britische Besatzung untersagte Karnevalsumzüge |                                                                   |
| 1926 | kein Zug: britische Besatzung untersagte Karnevalsumzüge |                                                                   |
| 1927 | Aus der Neuen Zeit (Bunte Kappenfahrt) |                                                                   |
| 1928 | Die Pressa im Spiegel des Kölner Karnevals |                                                                   |
| 1929 | Ab- und Aufbau im Spiegel des Kölner Karnevals |                                                                   |
| 1930 | Die Welt im Jahre 2000 |                                                                   |
| 1931 | kein Zug: Weltwirtschaftskrise |                                                                   |
| 1932 | kein Zug: Weltwirtschaftskrise |                                                                   |
| 1933 | Karneval wie einst |                                                                   |
| 1934 | Kölner Bilder |                                                                   |
| 1935 | Prinz Karneval filmt |                                                                   |
| 1936 | Alt Kölle läv en Spröch un Zitate |                                                                   |
| 1937 | Märchen und Sagen aus aller Welt |                                                                   |
| 1938 | Die Welt im Narrenspiegel |                                                                   |
| 1939 | Singendes, klingendes, lachendes Köln |                                                                   |
| 1940 | kein Zug: Zweiter Weltkrieg |                                                                   |
| 1941 | kein Zug: Zweiter Weltkrieg |                                                                   |
| 1942 | kein Zug: Zweiter Weltkrieg |                                                                   |
| 1943 | kein Zug: Zweiter Weltkrieg |                                                                   |
| 1944 | kein Zug: Zweiter Weltkrieg |                                                                   |
| 1945 | kein Zug: Zweiter Weltkrieg |                                                                   |
| 1946 | kein Zug |                                                                   |
| 1947 | kein Zug |                                                                   |
| 1948 | kein Zug |                                                                   |
| 1949 | „Mer sin widder do un dunn wat mer künne!“ |                                                                   |
| 1950 | „Kölle, wie et es un wor, zick 1900 Johr“ |                                                                   |
| 1951 | „Kölle en Dur un Moll“ |                                                                   |
| 1952 | „Kölsche Krätzger“ |                                                                   |
| 1953 | „Kölsch Thiater“ |                                                                   |
| 1954 | „Dat löstige Patentamp Kölle“ |                                                                   |
| 1955 | „Lachende Sterne über Köln“ |                                                                   |
| 1956 | „Spaß an der Freud“ |                                                                   |
| 1957 | „Laßt Blumen sprechen“ |                                                                   |
| 1958 | „Mer jöcken öm de Welt“ |                                                                   |
| 1959 | „Schlagerparodie 1959“ |                                                                   |
| 1960 | „Jedem Dierche sie Pläsierche!“ |                                                                   |
| 1961 | „Meer Weetschaffswunderkinder“ |                                                                   |
| 1962 | „Wat et nit all gitt“ |                                                                   |
| 1963 | „Köln läßt grüßen kunterbunt Presse, Fernsehen und Funk“ |                                                                   |
| 1964 | „Kölsch Panoptikum“ |                                                                   |
| 1965 | „Olympiade der Freude“ |                                                                   |
| 1966 | „Kaum zu glauben“ |                                                                   |
| 1967 | „Dat Klockespill vum Rothuusturm“ |                                                                   |
| 1968 | „Märchen und Wunder unserer Zeit“ |                                                                   |
| 1969 | „Köln serviert internationale Speisen a la carte“ |                                                                   |
| 1970 | „Rosen, Tulpen und Narzissen, das Leben könnte so schön sein“                                                                                                |                                                                   |
| 1971 | „Hexenküche der Werbesprüche“ |                                                                   |
| 1972 | „Wir sind alle kleine Sünderlein“ |                                                                   |
| 1973 | „Fastelovend wie hä es un wor, zick 150 Johr“ |                                                                   |
| 1974 | „Zustände wie im alten Rom“ |                                                                   |
| 1975 | „Seid umschlungen Millionen“ |                                                                   |
| 1976 | „Sang und Klang mit Willi Ostermann“ |                                                                   |
| 1977 | „Mer losse de Pöppcher danze“ |                                                                   |
| 1978 | „Flohmarkt Colonia“ |                                                                   |
| 1979 | „Kölsche in aller Welt“ |                                                                   |
| 1980 | „Mer losse d’r Dom verzälle“ |                                                                   |
| 1981 | „Circus Colonia“ |                                                                   |
| 1982 | „Karneval der Schlagzeilen – Närrische Nachrichten“ |                                                                   |
| 1983 | „Es war einmal… Kölner Karneval wie ein Märchen“ |                                                                   |
| 1984 | „Hits us Kölle un us aller Welt“ |                                                                   |
| 1985 | „Ene Besuch em Zoo – Met jroße un met kleine Diere“ |                                                                   |
| 1986 | „Fastelovend der Rekorde“ |                                                                   |
| 1987 | „Janz Kölle dräump – un jede Jeck dräump anders“ |                                                                   |
| 1988 | „Kölle Alaaf – COLONIA FEIERT FESTE“ |                                                                   |
| 1989 | „Wir machen Musik – Met vill Harmonie“ |                                                                   |
| 1990 | „Hereinspaziert, hereinspaziert – Zur größten Schau der Welt“                                                                                                |                                                                   |
| 1991 | „Kinema Colonia“ (kein offizieller Rosenmontagszug in diesem Jahr wegen Golfkrieg)                                                                           |                                                                   |
| 1992 | „Et kütt wie et kütt“ |                                                                   |
| 1993 | „Sinfonie in Doll“ |                                                                   |
| 1994 | „Hokuspokus – kölsche Zauberei“ |                                                                   |
| 1995 | „Colonia ruft die Narren aller Länder“ |                                                                   |
| 1996 | „Typisch Kölsch“ |                                                                   |
| 1997 | „Nix bliev wie et es – aber wir werden das Kind schon schaukeln“                                                                                             |                                                                   |
| 1998 | „Fastelovend und Dom im Jubiläumsfieber“ |                                                                   |
| 1999 | „999 Jahre – Das waren Zeiten“ |                                                                   |
| 2000 | „Kölle loß jon, ins neue Jahrtausend“ |                                                                   |
| 2001 | „Köln kann sich mit allen Messen“ |                                                                   |
| 2002 | „Janz Kölle es e Poppespill“ |                                                                   |
| 2003 | „Klaaf und Tratsch – auf kölsche Art“ |                                                                   |
| 2004 | „Laach doch ens, et weed widder wäde!“ |                                                                   |
| 2005 | „Kölle un die Pänz us aller Welt“ |                                                                   |
| 2006 | „E Fastelovendsfoßballspill“ |                                                                   |
| 2007 | „Mir all sin Kölle!“ |                                                                   |
| 2008 | „Jeschenke för Kölle – uns Kulturkamelle“ |                                                                   |
| 2009 | „Unser Fastelovend – himmlisch jeck“ |                                                                   |
| 2010 | „In Kölle jebützt“ | 2010_Sessionsmotto_In_Kölle_jebützt                               |
| 2011 | „Köln hat was zu beaten“ | 2011_Sessionsmotto_Köln_hat_was_zu_beaten                         |
| 2012 | „Jedem Jeck sing Pappnas“ | 2012_Sessionsmotto_Jedem_Jeck_sing_Pappnas                        |
| 2013 | „Fastelovend em Bloot, he un am Zuckerhot“ | 2013_Sessionsmotto_Fastelovend_em_Bloot,_he_un_am_Zuckerhot       |
| 2014 | „Zokunf – mer spingkse wat kütt“ | 2014_Sessionsmotto_Zokunf_–_Mer_spingkse_wat_kütt                 |
| 2015 | „social jeck – kunterbunt vernetzt“ | 2015_Sessionsmotto_social_jeck_–_kunterbunt_vernetzt              |
| 2016 | „Mer stelle alles op der Kopp“ | 2016_Sessionsmotto_Mer_stelle_alles_op_der_Kopp                   |
| 2017 | „Wenn mer uns Pänz sinn, sin mer vun de Söck“ | 2017_Sessionsmotto_Wenn_mir_uns_Pänz_sinn,_sin_mer_vun_de_Söck    |
| 2018 | „Mer Kölsche danze us der Reih!“ | 2018_Sessionsmotto_Mer_Kölsche_danze_us_der_Reih                  |
| 2019 | „Uns Sproch es Heimat“ | 2019_Sessionsmotto_Uns_Sproch_es_Heimat                           |
| 2020 | „Et Hätz schleiht em Veedel“ | 2020_Sessionsmotto_Et_Hätz_schleiht_em_Veedel                     |
| 2021 | „Nur zesamme sin mer Fastelovend“ (abgesagt wegen COVID-19-Pandemie, Zug nur als Puppenspiel des Hänneschen-Theater in der Eventhalle des Karnevalsmuseums)  | 2021_Sessionsmotto_Nur_zesamme_sin_mer_Fastelovend                |
| 2022 | „Alles hät sing Zick“ (abgesagt wegen COVID-19-Pandemie, Ersatzveranstaltung abgesagt wegen des russischen Überfalls auf die Ukraine)                        | 2022_Sessionsmotto_Alles_hät_sing_Zick                            |
| 2023 | „200 Jahre Kölner Karneval: Ov krüzz oder quer“ | 2023_Sessionsmotto_200_Jahre_Kölner_Karneval_-_Ov_krüzz_oder_quer |
| 2024 | „Wat e Theater – Wat e Jeckespill“ | 2024_Sessionsmotto_Wat_e_Theater_–_wat_e_Jeckespill               |
| 2025 | „FasteLOVEnd – wenn Dräum widder blöhe“ | Sessionsmotto 2025: FasteLOVEnd – Wenn Dräum widder blöhe         |
| 2026 | „ALAAF - mer dun et för Kölle“ | Sessionsmotto 2026: ALAAF – Mer dun et för Kölle                  |